# 协和式客机
（法语）是一款由法國宇航和英國飛機公司聯合研製的中程超音速客機，它和苏联图波列夫设计局的圖-144同为世界上少数曾投入商業使用的超音速客機。協和式客機在1969年首飛、1976年投入服務，主要用于执行从倫敦希斯路機場（英國航空）和巴黎戴高樂國際機場（法國航空）往返于紐約甘迺迪國際機場的跨大西洋定期航线。飞机能够在18,000米的高空以2.02倍音速巡航，从巴黎飞到纽约只需约3小时20分钟，比普通民航客机节省超过一半时间，所以虽然票价昂贵但仍然深受商务旅客的欢迎。1996年2月7日，协和飞机从伦敦飞抵纽约仅耗时2小時52分鐘59秒，创下了航班飞行的最快纪录。
协和飞机共生产了20架，其中仅有16架投入营运。巨大的资金投入和漫长的研發过程使英法两国政府蒙受了不小的经济损失，而且两国政府还不得不拨款资助英航和法航购买协和飞机。2000年，协和飞机发生了其营运生涯的第一次、也是唯一的一次灾难性事故——法國航空4590號班機空難，旅客对其信心大减，之后的911事件又使国际民航业陷入危机。受种种因素影响，英航和法航决定协和飞机执行完2003年10月23日的最后一次商业飞行后終止服務，并於同年11月26日完成「退役」航班後結束其27年的商業飛行生涯。协和飞机代表着航空技术史上的技术进步，因此即使退役後，協和式客機仍然是航空歷史上的重要象徵，而英法聯合研製的經驗更為後來歐洲多國共同組建空中巴士鋪路。

## 发展历史

### 背景
1950年代开始，随着亚音速喷气式客机的普及，以及第一种实用化的超音速军用飞机——F100“超佩刀”战斗机的出现，超音速客机在当时被普遍视为未来的发展路向，英國、法國、美國都相继計劃研發超音速客機。1956年，英國政府成立了超音速运输飞机委员会（Supersonic Transport Aircraft Committee，STAC），联合了英国皇家飞机研究院（Royal Aircraft Establishment，RAE）和布里斯托飛機公司（Bristol Aeroplane Company）进行研究，开始探讨开发世界上第一种超音速客机的可行性。到了1959年，委员会得出了初步结论，认为超音速客机在技术上是可行的，并建议研究试制两种超音速客机，分别为1.2马赫的短程客机和2.0马赫的中程客机。
當時英國的布里斯托飛機公司获得了英国政府巨額資助，并根据委员会的建议，提出了布里斯托198（Bristol 198）计划。布里斯托198的设计是一种装备6具涡轮喷气发动机、可载130名乘客并以超音速进行跨大西洋飞行。但由于这种设计理论重量过高，而且装备6具发动机的经济性备受质疑，随后布里斯托飛機公司又推出了布里斯托198的缩小版本——布里斯托223（Bristol 223），設計是一種采用三角翼、装备4具发动机、巡航速度为2马赫、可載客约100人並能夠進行跨大西洋飛行的超音速客機。
与此同时，法国也有类似的计划，而且进度与英国相若。法国南方飞机公司（Sud Aviation）和达索公司联合进行研究，提出了超級卡拉維爾（Super-Caravelle）的设计方案，这也是一種采用三角翼、巡航速度为2.2马赫、可載客约70人的中程超音速客機，同样地以戴高乐总统为首的法国政府也大力支持这项计划并提供了资助。

### 英法合作
在研发过程中，两国的研制团队关系甚为密切，经常交换意见。至1960年代初，這兩種設計已經初步進入建造原型機的階段，但由於投資龐大，英國政府遂要求英國飛機公司在國際間尋找合作伙伴。與數個國家（包括德國和美國）商討後，只有法國對合作計劃有興趣。英法两国能够就超音速客机计划达成共识并开展合作，主要是因为两国的设计方案十分接近，在速度、航程、气动布局等方面均有极大的相似性，合作研制有助于平均负担费用。另一方面，当时波音707、道格拉斯DC-8迅速占据欧洲民航客机市场的大量份额，法国总统戴高乐不愿意看见欧洲市场被美国飞机制造商垄断，因此也鼓励两国合作，加快研发进度，争取在美国的超音速客机出现之前抢占市场。合作計劃並非由兩家公司制定，而是由英法政府以國際條約的方式商議。在法国总统戴高乐和英国首相哈罗德·麦克米伦提议下，合作計劃草案於1962年11月28日正式签订。这个計劃并包括了一項由英方提出的條款，如果任何一方取消合作就必須付出巨额賠償金（英國財政部曾經兩次幾乎取消合作計劃）。此時，布里斯托飛機公司和法国南方飞机公司已經分別與其他公司合併為英國飛機公司和法國宇航公司。
起初，雙方有意建造一種长程（6,000公里）和一種短程（4,400公里）的超音速客機，但與潛在客戶推銷兩種機型後，發現航空公司對短程的超音速客機興趣不大，於是决定取消短程型號。长程型取得超過100架的意向性訂單，启始客戶包括泛美航空、英國海外航空（BOAC）和法國航空，分別訂購6架協和式客機。其他訂購航空公司包括巴西泛空航空（Panair do Brasil）、美國大陸航空、日本航空、漢莎航空、美國航空、聯合航空、印度航空、加拿大航空、布蘭尼夫國際航空、新加坡航空、伊朗航空、希腊奥林匹克航空（Olympic Airways）、澳洲航空、中國民航、中東航空和環球航空。而按照当时最保守的估计，订单数字将在1975年上升到225架。
在获得足够航空公司的支持后，英法合作的超音速客机研制计划立即展开。按照协议，飞机机体研制将由英國飛機公司和法國宇航公司共同进行，工程分配比例为40%和60%；而飞机的发动机由英国劳斯莱斯公司和法国斯納克瑪公司共同进行，工程分配比例分别为60%和40%，飞机总体组装地分别设在英国菲爾頓（Filton）和法国图卢兹。最初的计划是试制两架原型机，研制费用为1.5亿英镑，计划售价为每架约1500万至1700万英镑。首架原型机计划在1966年年底首飞，并预计在1969年取得适航证。至1966年，英法双方决定扩大研制规模，增加生产两架预生产机（Pre-production）（生产编号为101和102），和两架供静力试验和金属疲劳试验用的量产机（生产编号为201和202），研制费用增加至5亿英镑。
1964年，英国工党在大选中胜出，哈羅德·威爾遜出任英国首相，面对当时的财政赤字，英国政府有意撤资、退出合作计划，为此法国总统曾亲自出面，强调英国需要履行1962年签定的一纸协议，以及明白单方面拒绝执行协议的后果。碍于條款，英国被迫继续投资，于是接连取消多个飞机研制项目，包括AW.681短距起降运输机（Armstrong Whitworth AW.681）、P.1154超音速垂直/短距起降战斗机（Hawker Siddeley P.1154）、TSR-2战术打击侦察机等。

### 命名
在1963年1月13日，当时的法国总统戴高乐率先将这一超音速客机研制计划，以法语命名为“Concorde”（“Concorde”在法语中代表合作、和谐），而英国为了向法国表示对合作的诚意，亦同意采用法语名称，但后来法国否决英国加入欧洲经济共同体，时任英国首相麦美伦改变了主意，认为法国总统戴高乐在飞机的命名上忽视英国，决定将「Concorde」改名为英文「Concord」（“Concord”在英语中亦是和谐、协调的意思）。直到1967年12月11日首架協和式客機在法国圖盧茲出廠，飞机命名才塵埃落定，同日英國科技部部長東尼·賓特（Tony Benn）宣佈英方愿意使用最初的名称，稱協和式客機為「Concorde」。但这也引起了英国国内的争议，一些英国人认为协和飞机合作计划是英国先向法国提出的，理应采用英文名称。为了消除疑虑，賓特随即解释了尾词「e」的意思。他认为「e」可以代表卓越（Excellence）、英格蘭（England）、歐洲（Europe）和摯誠協定（Entente Cordiale）。在其回憶錄中，賓特憶述他當時收到一封由一位蘇格蘭人所寄来的信，信中寫道：「你說『e』是代表英格蘭，但協和式客機有些部份是蘇格蘭製造的！」。事实上协和飞机的机鼻确实是在苏格兰生产组装，賓特在回信中打趣的表示：「『e』也可以代表『Écosse』（法語中蘇格蘭的名稱），但也可以代表揮霍（extravagance）和不斷增加（escalation）！」 

### 原型机

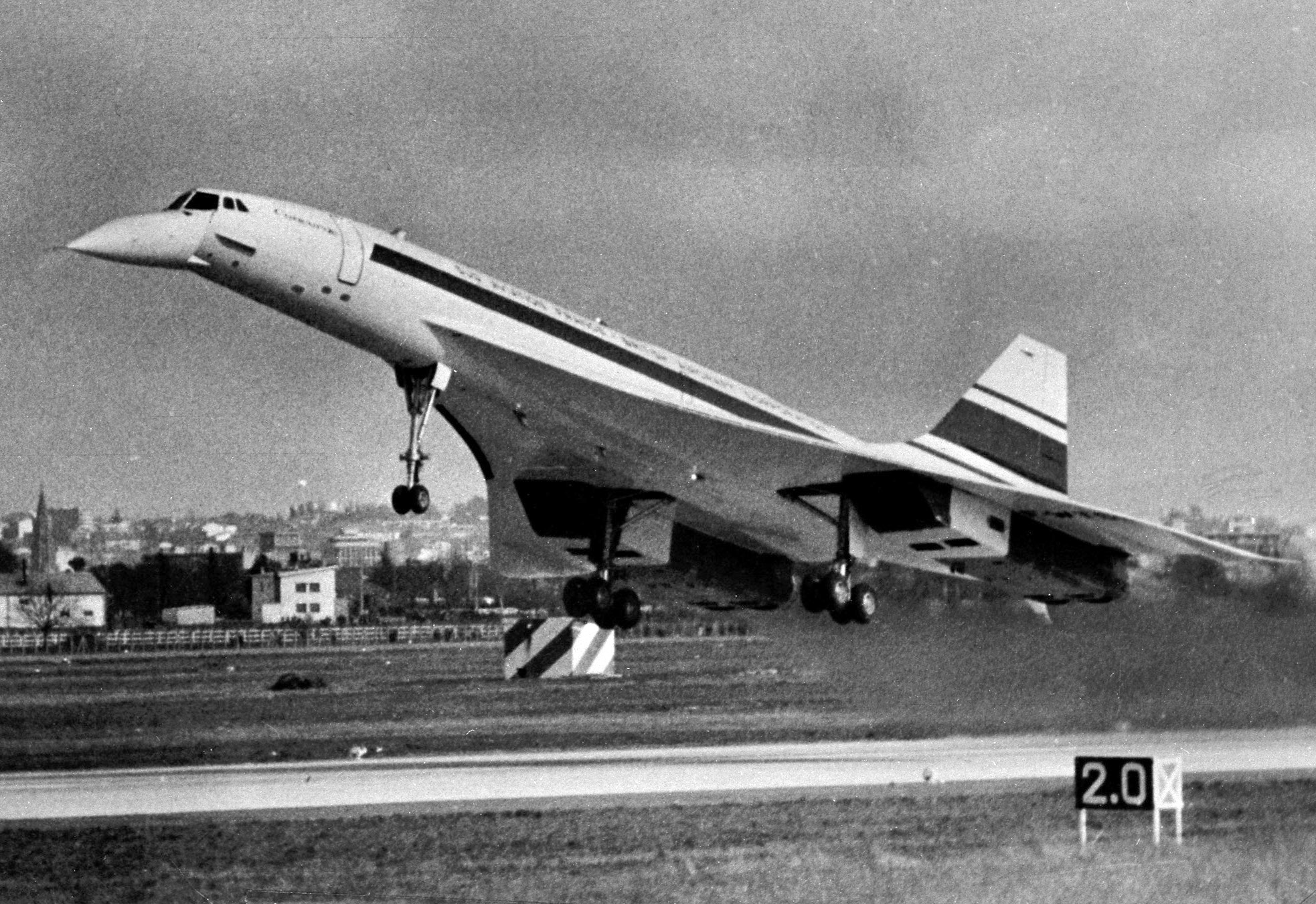
协和001号原型机于1969年首飞

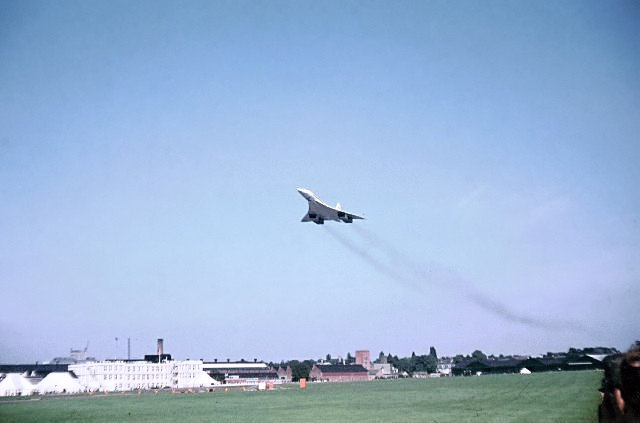
协和001号机在1970年范堡羅航展进行表演

原型机（上）和预生产机（下）的差异对比

兩架原型機於1965年2月開始建造：001號機由法國宇航在圖盧茲建造，而002號機則由英國飛機公司在布里斯托的菲爾頓建造。协和飞机001於1969年3月2日在图卢兹首飛，试飞员为安德烈‧杜加德（André Turcat），並於同年10月1日進行首次超音速飛行并持续了9分钟，最高速度达到了1.05马赫 ；1970年11月，成功达到了2.0马赫。001号飞机后于1971年9月4日飛往南美洲开始進行巡迴展示，这也是协和飞机的首次跨大西洋飞行。
协和飞机002于1969年4月9日首飞，由菲爾頓飞往位于格洛斯特郡的费尔福德空军基地（RAF Fairford），试飞员为布賴恩‧杜伯蕭（Brian Trubshaw）。在1969年至1977年期间，费尔福德空军基地一直被作为英国生产之协和飞机的试验中心使用。随后002号飞机於1972年6月2日启程飛往中東、遠東地區和澳洲等地共12個國家作巡迴展示，總飛行距離達72,500公里。协和飞机（002）在1973年首次飛抵美國，並降落於新建的達拉斯－沃斯堡國際機場，同时標誌著該機場正式開幕。

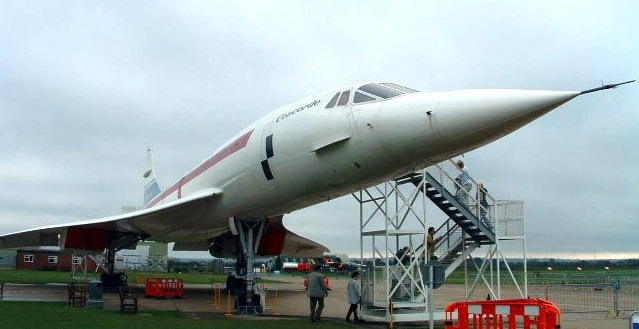
首架预生产型协和飞机（G-AXDN），生产编号101

在1970年大阪世博会上，英法两国联合将一部协和飞机的宣传片带到了展览现场，向世界展示了这种完全不同于当时世界上各种民航客机的全新机型，并进行大力推广。這些巡迴展示為協和式客機帶來超過70架的新訂單，但同时一連串意料之外的不利因素導致大量早期签订的意向性訂單被取消，包括1973年石油危機（協和式客機的耗油量比其他亞音速客機高）、部份訂購協和式客機的航空公司出現財政問題、圖-144於1973年巴黎航空展表演时墜毀，以及例如音爆、起飛噪音、污染等環境問題。到了1976年仅余下四个国家仍然有购买意向，包括英国、法国、中国及伊朗，而最终只有法國航空和英國航空（英国海外航空的后继者）购买，并且两国政府都分享部份從營運協和式客機取得的盈利。以英航為例，協和式客機以政府向英航提供的贷款購入，英國政府则收回80%从協和式客機取得的盈利，直到1984年才停止。
踏入1974年後，英航和法航開始利用協和式客機進行各种示范和飞行测试。協和式客機試飛過程至今仍然保持着多项記錄，原型機、預產機和首架量產機共試飛了5,335小時，當中2,000小時是超音速飛行，试飞总时间远远超過同期同等大小的亞音速民航客机达4倍之多。1976年1月，协和飞机正式投入航线上飞行。至此为止，英法两国政府已经在超音速客机计划上投资了超过8亿英鎊，超过最初预算（1.5亿英镑）近6倍。1977年時，協和式客機实际价格為2,300萬英鎊（4,600万美元），也超过预计价格600萬英鎊。然而，据当时的预算，协和飞机要售出至少64架才能保本，结果巨额开发成本根本无从收回。
英國飛機公司（後來成為英國航太）和法國航太（後來成為欧洲宇航防务集团）是協和式客機型別檢定證（type certificate）的共同持有人，空中巴士集團成立後把型別檢定證轉到空中巴士名下，并继续为协和飞机提供维护和支援工作。

### 协和B型
为了满足长时间超音速巡航的需要，协和飞机采用了高效率的涡轮喷气发动机、大容量油箱等措施，因此协和飞机也是至今续航能力最强的超音速飞机，单次加油可超音速飞行超过7,000公里。但尽管如此，协和飞机的航程仍然比其他亚音速民航机短得多，以波音747-400为例，其航程可达13,450公里。
1976年，在协和飞机投入商业飞行的4个月以后，英国飞机公司和法国宇航公司又共同提出了下一代协和飞机的设计方案，称为“协和B型”（Concorde B）。协和B型的改进重点在于加大航程，包括加大油箱容量，稍微加大机翼面积，增加前缘襟翼以进一步改善起降时候的低速性能，发动机方面取消了加力燃烧室，以增大压缩机直径，增加一级低压涡轮代替，并加装噪音消减装置，这种新型发动机的工作效率比既有的奥林匹斯593型还要高25%。当时预计协和B型飞机的航程可以比协和飞机延长805公里（500海里），同时运载能力也有所增加，这使得航空公司能够开拓更多超音速航线。但面对协和飞机惨淡的销情，以及第二次石油危机的影响，协和B型计划最终取消。

## 技术特点
協和式客機采用了弧形前缘细长三角翼，机身为细长型，主要材质为铝合金，装备4具带加力燃烧室的勞斯萊斯奥林匹斯593型涡轮喷气发动机，单具推力超过38,000磅。在高效率的发动机推进下，协和飞机的巡航速度可长时间保持在2.02馬赫（每小時2,140公里或1,330英里），最高巡航高度达18,300米（60,000英尺）。協和式客機也是首種使用模擬電傳操縱的民航客機，亦是首度以半導體器件和被动元件形成混合集成电路（Hybrid integrated circuit）作为飞机电子系统主体。操作方面，協和式客機需要三名機員共同負責，包括正、副飞行员及飞行机械工程師。飞机的总设计师为皮埃尔‧萨特（Pierre Satre），副设计师为阿奇保‧路雪（Archibald Russell）。

### 首创技术

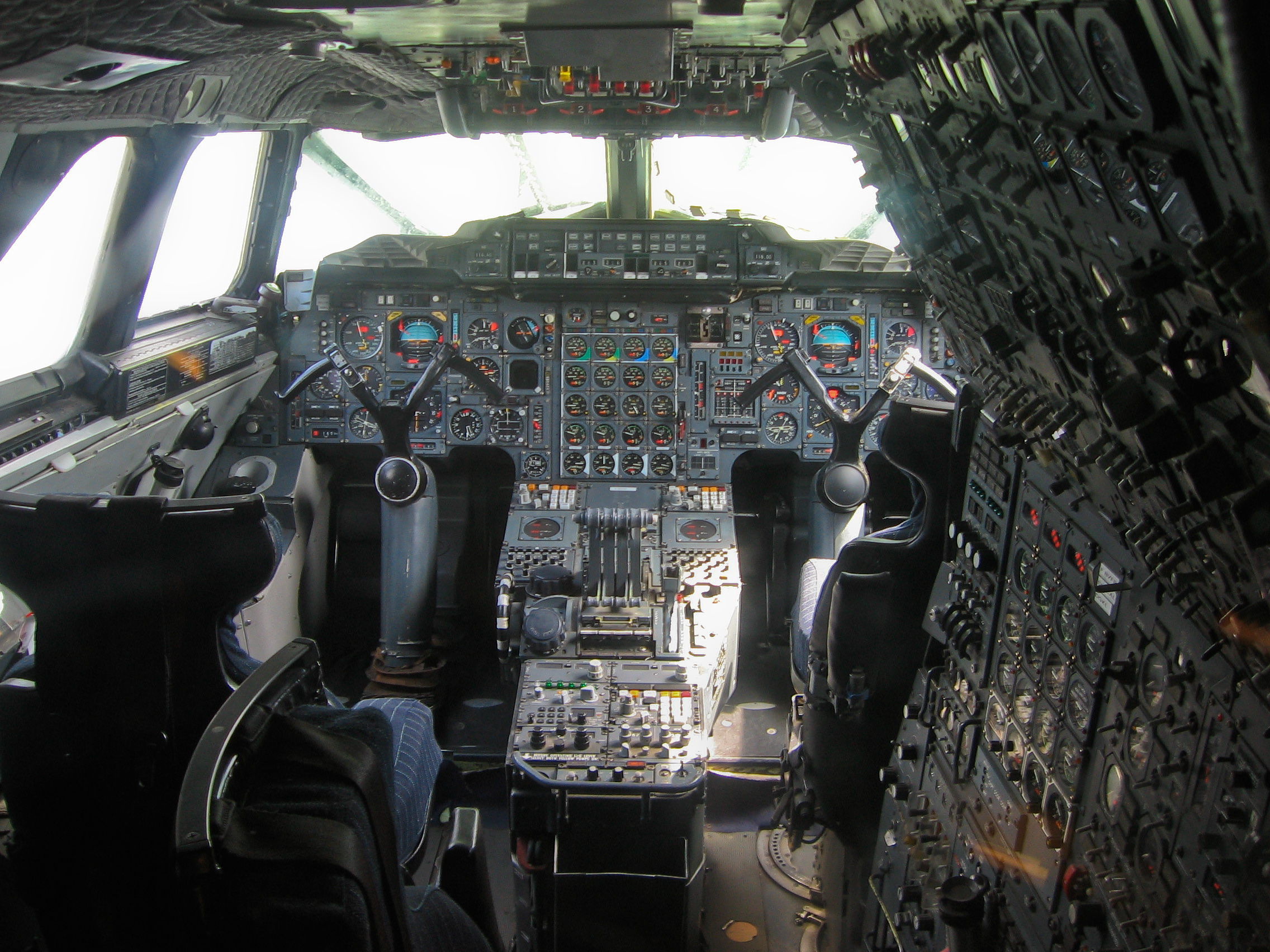
协和飞机驾驶舱和飞行工程师工作区

协和飞机最初的设计主导思想，是立足于1950年代的航空技术水平，避免采用过多未成熟的新技术。但后来在研制过程中发现，超音速客机在空气动力学、飞行控制系统、发动机等方面的技术难度都超过了预期，过分依靠既有技术难以达到预定的性能指标，所以协和飞机的发展过程中也研究、应用了许多新技术，代表了1960年代欧洲航空技术的最高水平，对以后的民航客机发展具有重要影响，但协和飞机的研制时间也因此大大延长。
- 高速飞行和飛行性能改善：
  - S型前缘雙三角翼[8]
  - 电脑控制的可变发动机进气坡度[33]
  - 超音速巡航能力[34]
  - 電傳操縱發動機，是今天全權數位電子控制系統（Full Authority Digital Electronic Control）發動機的先驅[33]
  - 可下垂式機鼻，以增加著陸時駕駛艙的向下視野

- 減重和提升性能：
  - 2.04馬赫的巡航速度能帶來最经济的燃油消耗（渦輪噴氣發動機於高速時能获得较高的效率，而且以2倍马赫速度巡航能面对最低的激波阻力）[35]
  - 机体主要材质为鋁合金以减轻重量，并以傳統的方式建造以避免未知因素带来的风险[36]
  - 全權自動駕駛（autopilot）和自动节流阀（autothrottle），容許飛行員於爬升至著陸期間完全不介入飛行操縱[37]
  - 全電子類比電傳操縱飛行控制系統[31]
  - 多功能的飛行操縱界面（control surfaces）
  - 部件更輕但壓力高達28Mpa的高壓液壓系統
  - 传输各项空气动力学数据（包括总压力、静压力、迎角、侧滑等）的数据通道，传感器分布于机身多个位置
  - 全電子控制類比電傳制動（brake-by-wire）系統[38]
  - 采用俯仰配平（Pitch trim）、燃油可以在各油箱内转移以控制飞机重心和升力中心的相对位置
  - 部分部件以雕刻铣削方式从一整塊合金坯料製造成形，以減少零部件數量，同时减轻重量并提高部件强度[39]

### 细长三角翼

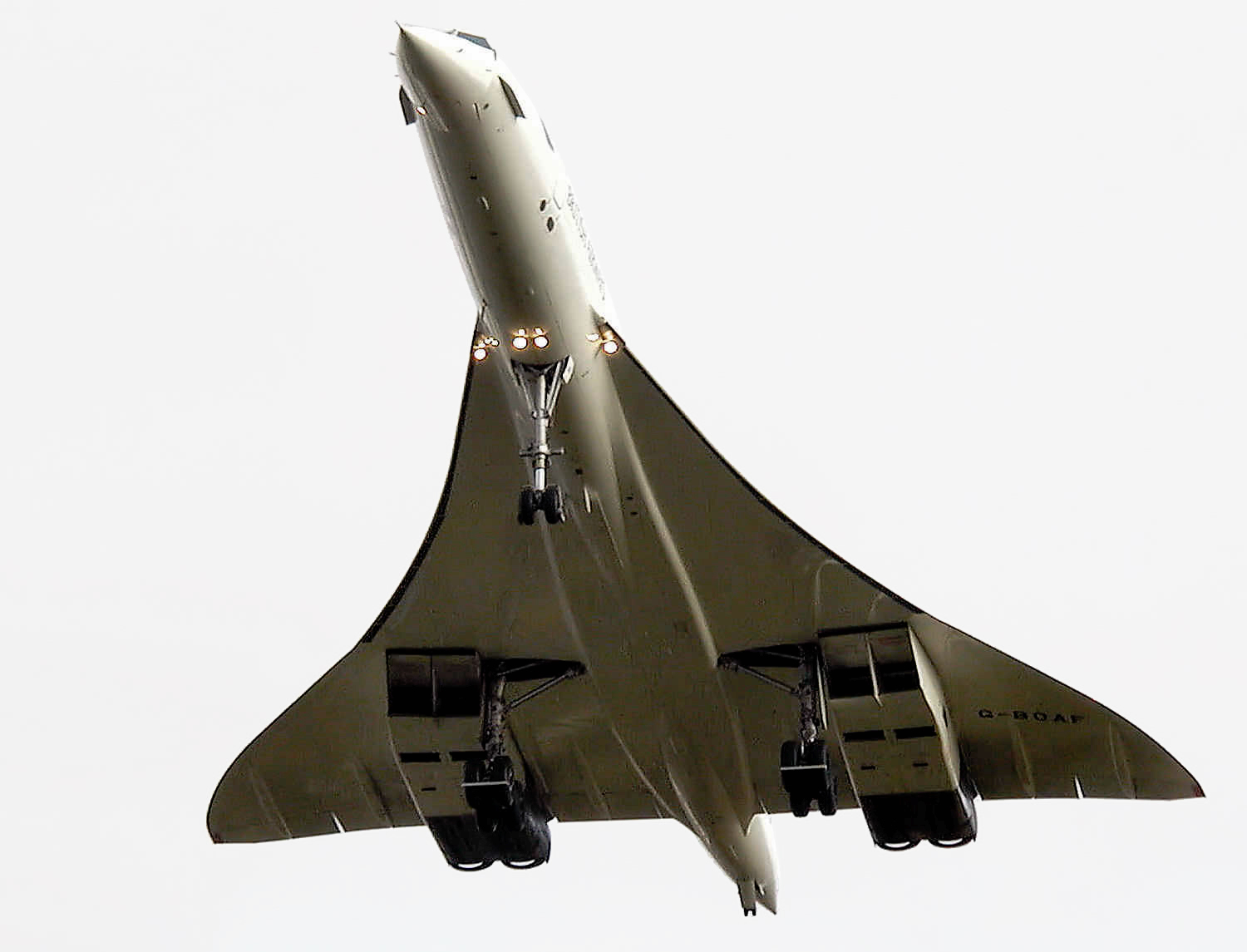
协和飞机的S型前缘细长三角翼

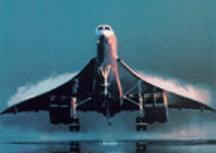
在适当的大气环境下，协和飞机大迎角起飞、降落时可以看见机翼上方的脱体涡流

协和飞机的S型前缘细长三角翼的出现，有功于1950年代至1960年代期间超音速空气动力学、旋涡动力学的蓬勃发展，许多理论上的预言已经得到了风洞试验的证实。第二次世界大战后，后掠翼得到了广泛的应用，超音速飞行也成为可能。1950年代初，英国皇家飞机研究院（Royal Aircraft Establishment，RAE）空气动力学部成立了一个研究小组，开始了对超音速客机的初步研究和设计工作。起初研究小组提出过采用后掠翼的方案，但发现这样虽能提高飞行速度，但也产生了一些问题，最主要是降低了飞机的升阻比，起飞着陆距离长。为了改善飞机的低速性能，研究小组甚至讨论过采用可变后掠翼的可行性，但依然存在结构复杂、配平困难等问题。但非常幸运的是，一大批优秀的空气动力学家，例如迪特里希·屈西曼（Dietrich Küchemann）、约翰娜·韦伯（Johanna Weber）、史密斯（J. H. B. Smith）、马斯克尔（E. C. Maskell），当时云集超音速运输飞机委员会（STAC），为协和飞机的细长三角翼作出重要贡献。
这些空气动力学家的研究发现，气流从涡流发生器（例如细长机翼）前缘通过会分离出稳定的漩涡（脱体涡，trapped vortex），高速旋转的气流提高了机翼表面的负压，漩涡强度随迎角增大而增大，产生很大的涡升力（Vortex lift），并在升力线斜率上表现出明显的非线性。这种非线性升力在低速或大迎角状态下更明显，所产生的升力更大。1950年代起，跨声速风洞、超声速风洞成为试验超音速飞机气动性能的最佳途径。在试验中，三角翼的优势越来越明显。在超音速飞行中，三角翼气动阻力小，而机鼻形成的冲击波到达三角翼的大后掠前缘时，会使三角翼产生非常高的气动效率。另一方面，在大迎角飞行时，三角翼的前沿还能产生大量涡流，附着在上翼面，产生的涡升力能大大提高总体升力。一批三角翼试验机，如亨德里·佩奇公司的HP.115、费尔雷公司的Delta 1、Delta 2，也验证了这项特性。然而，普通无尾三角翼的设计也拥有了后掠翼的部分缺点，由于超声速三角翼飞机展弦比较小，低速飞行时的升阻比低，气动特性不理想，起飞着陆距离长。因此，协和飞机采用了双三角翼的设计。双三角翼的内外侧两个后掠角，靠近机身的翼根位置有较大的后掠角，以降低阻力；而在主要产生升力的机翼外段采用较小的后掠角和较小的机翼弦长，机翼前沿不是直线而是S型的曲线。细长S型前缘三角翼提高了低速时的升阻比，涡流稳定性好，平衡了高速和低速时的要求，对低速起降时的操纵性有所改善。协和飞机的细长三角翼由于有效利用了脱体涡升力，满足了飞机在低速、大迎角的情况下所需要的升力。此外，S型前缘三角翼的空气动力中心位于飞机重心之后，最大限度地减少升力中心随速度的移动；从亚音速过渡到超音速飞行时，机翼压力中心位置变化较小，提高了飞机的稳定性。

### 配平油箱

配平油箱原理

當任何飛機在飛越臨界馬赫數時，壓力中心（Centre of pressure）會向後轉移。在飞机重心不變的情況下會為飛機帶來一股下俯力矩。即使工程師为協和式客機设计了S型前缘的三角翼，壓力中心仍然会後移约2米。雖然可以利用气动翼面作配平控制（trim controls）來抵銷，但在如此高速的情況下會大幅增加飛機的阻力。因此，協和式客機會特別利用燃油做前後配平，通过将燃油在机内三个辅助调整油箱（4個位於機身與機翼前緣交會處，一个位于机尾）之间转移，以电脑自动控制重心来达到配平，成為一種有效的輔助配平控制。

### 發動機

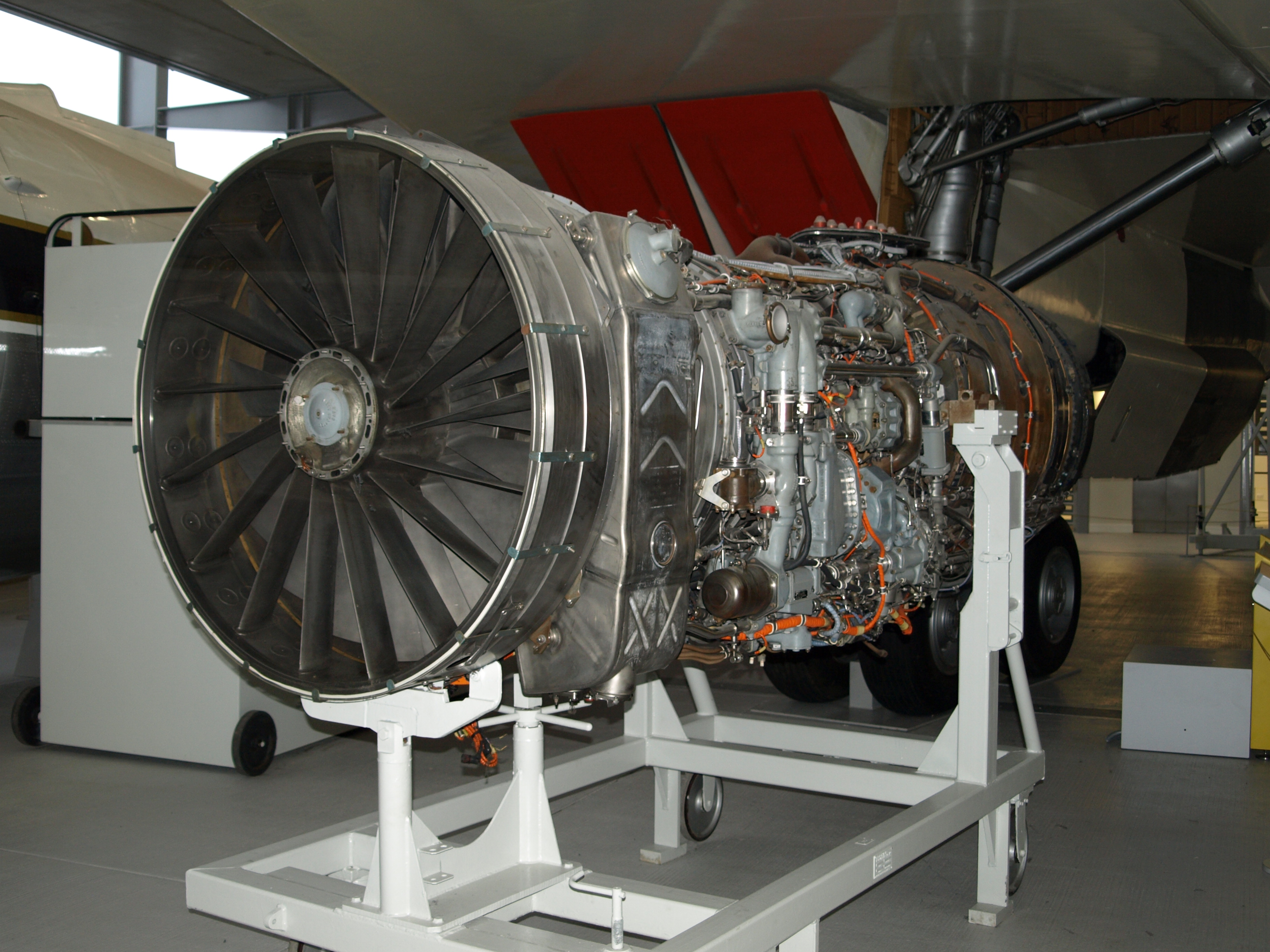
奥林匹斯593型涡轮喷气发动机

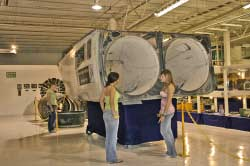
协和飞机发动机短舱进气道部分

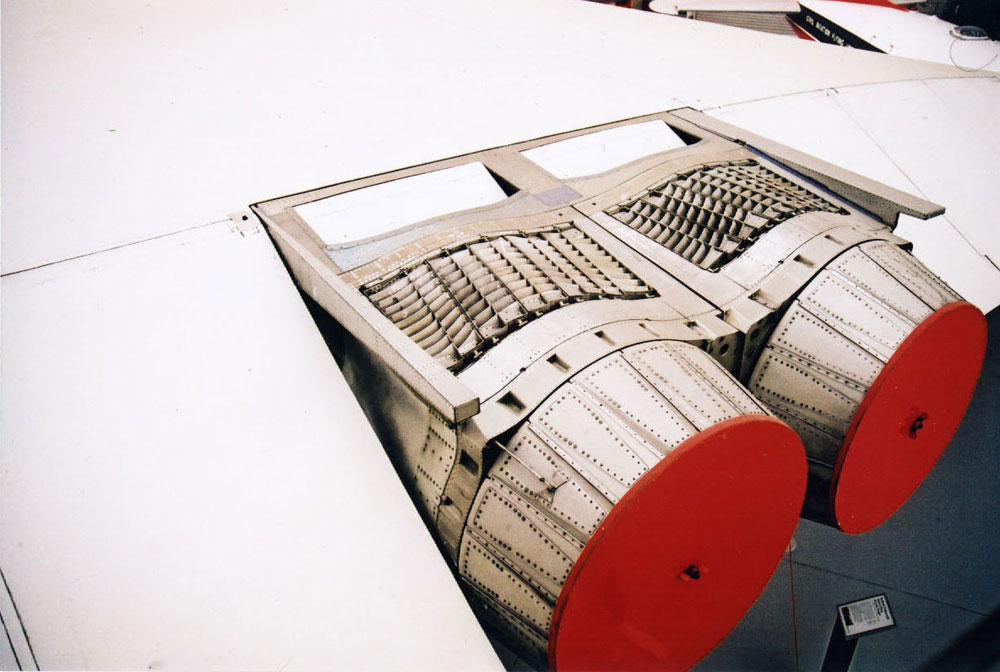
协和飞机的发动机喷管及反推力装置

為了令協和式客機在經濟上可行，它需要飛行一段頗長的距離，這需要一種高效率的發動機。为了适应超音速飛行的需要，因此迎风面积較小的渦輪噴氣發動機是最佳選擇，以減少阻力及產生達超音速的排氣速度，而油耗較低和噪声较少的涡轮风扇发动机則不适合用于超音速客机。每架协和飞机装配了四具由勞斯萊斯和斯奈克玛公司联合研制的奥林匹斯593 Mk 610型轴流式双转子（twin spool）涡轮喷气发动机，是当时世界上推力最大涡喷发动机，每具可产生多达18.7吨的推力。奥林匹斯发动机最初是为火神式轟炸機（Avro Vulcan）研製，其後再為協和式客機發展出593型。四具发动机以两具一组发动机短舱的方式，分别下挂在机翼下侧，而没有发动机支架，减少了气体湍流，使发动机更加稳定，以免发动机在超音速飞行时脱落。协和飞机也可以使用反推力装置，以提高下降率及缩短降落距离。当飞机处于亚音速飞行而高度低于30,000英尺（約9144米）时，靠近机身的两具发动机反推力装置便可开启，飞机的下降率可提高至每分钟10,000英尺（約3048米）。
奥林匹斯593型发动机是西方国家唯一一种带有加力燃烧室的民用涡喷发动机。協和式客機除了在起飛和跨音速時（0.95马赫至1.7马赫之间）使用後燃器外，其餘時段均會關閉。实际上在無後燃器的協助下亦能勉強到達2馬赫，但發現要花更長時間在高阻力跨音速阶段的加速过程，耗油量反而更高。由于涡轮喷气发动机在低速时效率非常低，协和飞机在跑道滑行起飞时就需要消耗超过2吨燃料。由于飞机在经过长时间飞行后飞机重量随燃油消耗而减轻，飞机降落後在地面滑行时只需使用外侧的两具發動機就能提供足够推力。如果協和式客機在降落後滑行中途耗尽燃料的話，飛行員會被解雇。尽管如此，当协和飞机以2马赫速度进行超音速巡航时，奥林匹斯593型其实是世界上效率最高的涡轮喷气发动机。
在超音速飞行时，进气道口会产生激波并对空气进行预压缩。为了降低超音速激波阻力，并让发动机维持最佳進氣效率，协和飞机的进气道也经过了特殊设计。所有常規噴氣發動機都只能吸收速度约0.5馬赫的氣流，因此巡航速度達2馬赫的協和式客機必須将超音速的进气速度減慢至亚音速，否则发动机效率会大大降低，并可能引发發動機喘振等问题，另外協和式客機也必須控制減慢氣流速度時所形成的震波位置以避免損壞發動機。为解决上述问题，协和飞机采用了可调节进气道，以一对可移动的大型斜板（Moveable ramp）和一道溢流門（Spill door/Auxiliary flap），按不同的飞行速度和情况，调节进气速度和激波位置并对引进气流进行预压缩。
两块斜板位於發動機短舱进气道頂部，由液压系统控制，可以向下移動；而溢流門則位於进气道下方可以向上下開合控制氣流流入或流出。在飞机起飛時發動機進氣需求高，斜板會平放（处于收起状态），溢流門會向上打開以增加進氣量。當飛機速度到達0.7馬赫時，溢流門會關閉；而速度达1.3馬赫時，斜板會開始移动并將氣流引導出进气道並用於機艙加壓。当飞机以2.0馬赫进行超音速巡航时，斜板會覆蓋一半进气口面积，協助壓縮空氣和增加氣流溫度以減輕發動機壓縮段的工作壓力。这套系统对提高发动机效率有很大帮助，协和飞机在超音速飞行时，有63%的推力是由进气道预压缩产生。
如果在飞行时發動機失效熄火會為傳統亞音速客機帶來重大問題，不仅是失去部分推力而且還會產生很大的阻力，導致飛機向失效發動機的一方傾斜和偏航。如果這個情況於超音速飛行時出現，幾乎可以肯定會對机体强度产生极大的挑战。發動機失效後進氣道實際上已經毫無作用并且成为严重的阻力来源，所以協和式客機發動機口也不一樣，會將失效發動機的进气道溢流門向下打開，並將斜板完全展開以堵住，形成进气口接近封闭的状态，將氣流下壓并导向發動機下方通过，將發動機短舱恢复流線形，以減低失效發動機產生的阻力同时提供少许升力。在实际測試中，協和式客機可以在2馬赫飛行途中關閉一侧的2具發動機，而不會產生任何操縱問題。而飞行员也需要定期接受培训，学习应付这种突发情况。

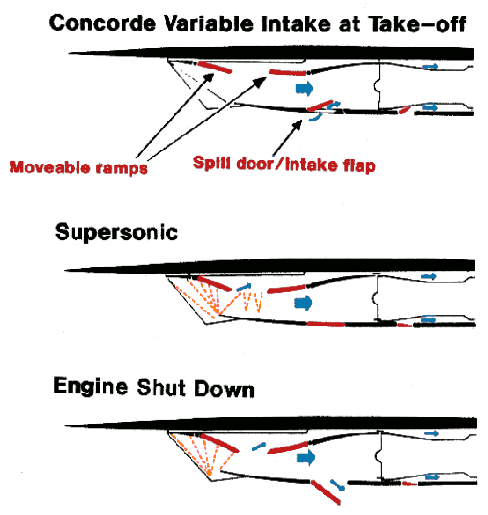
协和飞机的进气道斜板和溢流門，在不同情况下的工作状态
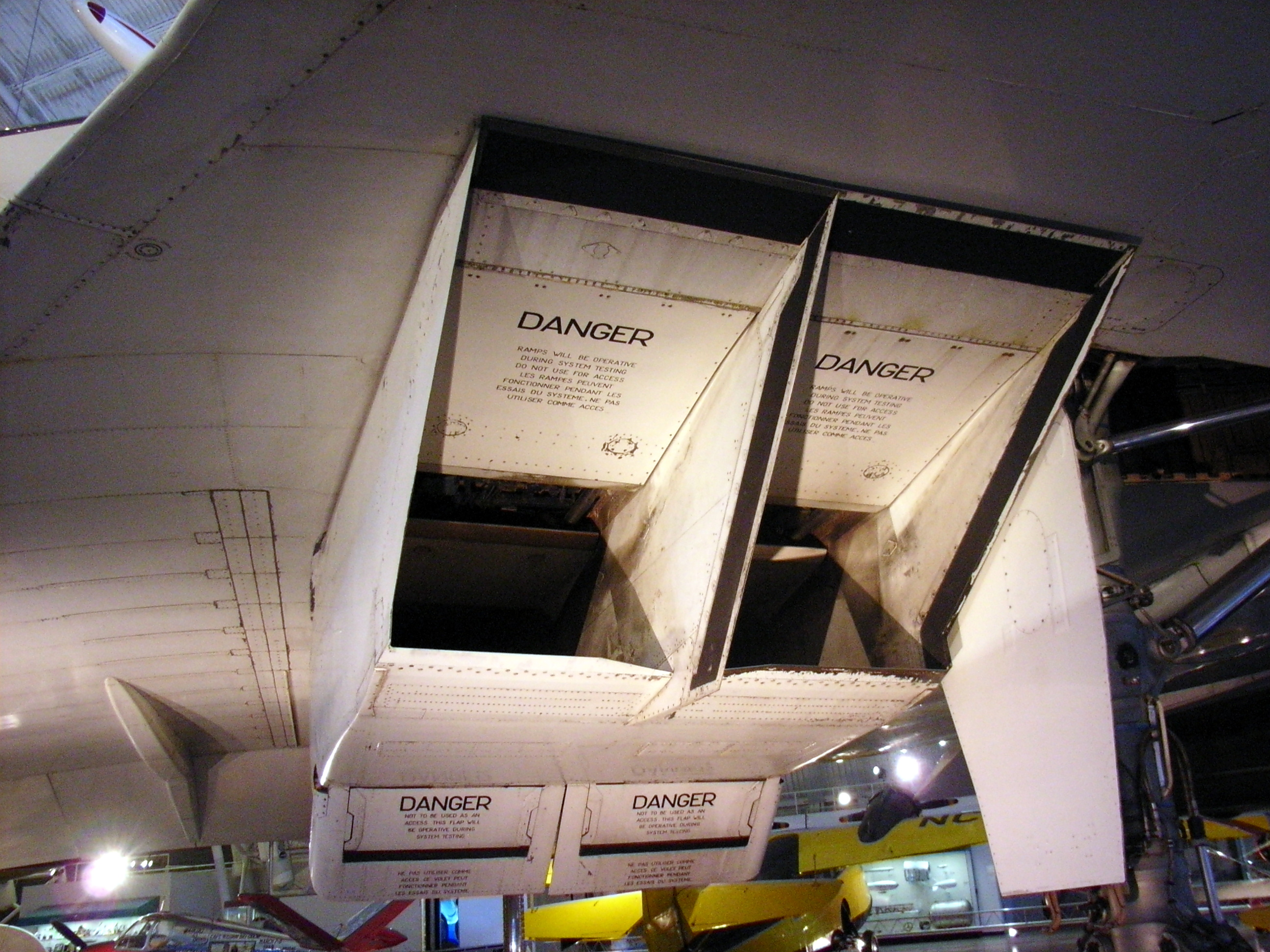
进气道斜板和溢流門，标示有“Danger”（危险）警告的部件

### 表面加热

协和飞机以2倍音速飞行时的表面加热情况

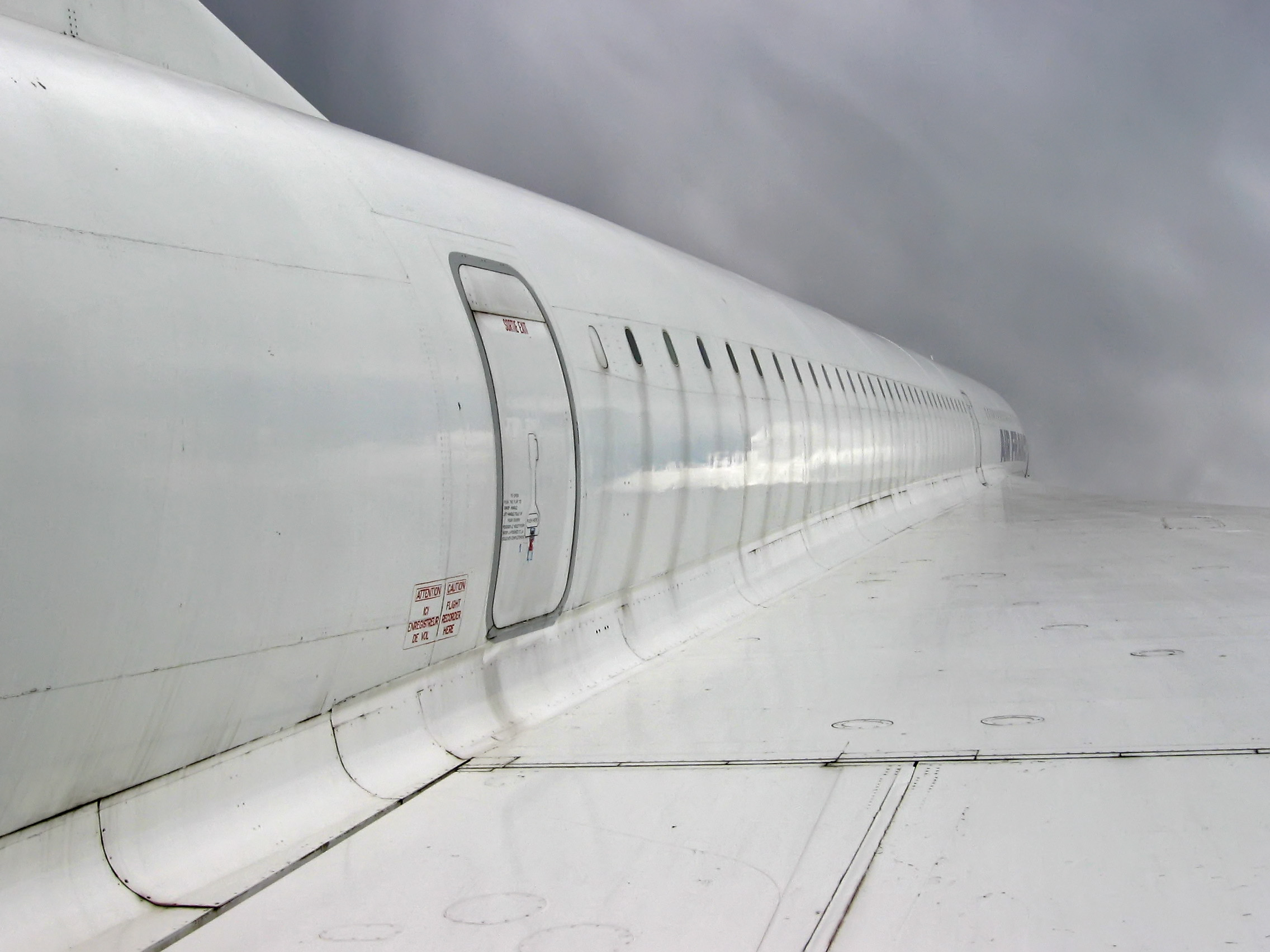
协和飞机的白色机身

协和飞机在五萬餘呎高空飛行，機外环境溫度約為零下50℃，飞机在超音速飞行时，空气压力和摩擦力会使飞机表面加热，而且飞机不同部分的升温情况也有所差异，并且会在机身表面形成温差。超音速飞机最熱的部份除了发动机之外就是機頭頭錐，协和飞机在飞行时頭錐最高温度可达127℃，机身后段也可超过90℃。协和飞机主体材质为硬鋁（AU2GN/ASTM 2618飞行器专用铝材），仅在部分需要长时间承受高温的特殊部位，例如升降副翼、发动机短舱等处使用钛合金和不锈钢。鋁材在当时已经在飞机制造工业广泛使用，应用经验较多，而且價格低廉、建構容易。硬铝结构稳定，可持续承受達127℃的高溫，因此协和飞机的最高速度被限制在2.02马赫，而这个速度是硬铝的高温极限。假如目标速度超过2.02马赫，机体则需要大范围的使用钛合金或不锈钢，大大增加制造成本和飞机重量。
協和式客機於飛行期間會經歷兩個加熱及冷卻的循环。第一次冷卻於飞机起飞爬升時，机身温度随高度提升而下降；然后超音速飛行時机体表面加熱，最後於飞机下降、速度减慢時再度冷卻。這些因素都必須於冶金塑模時一併考慮。为此协和飞机在研制时建立了一个试验平台，对一片全尺寸的机翼进行反复加热和冷却，并定时抽取金属样本进行金属疲劳检验。由于热胀冷缩，協和式客機超音速飛行期間，機身會膨胀延長達300毫米，这个现象最明显的地方就是飛航工程師的儀表板與客艙隔板間的距離會在飛行途中增加并形成一条缝隙。所有协和飞机在其退役飞行时，飞行工程师都会将自己的帽子放置于缝隙中，当飞机降落、冷却后，帽子就会永久被夹在其中。
為了保持機艙涼快，協和式客機所載的燃油會有类似“散热片”的作用，以吸收空氣調節和液壓系統產生的熱力。超音速飛行時，駕駛艙前的窗戶也會被加热，此时窗前会加上一块遮陽板以防止热力直接传递到驾驶舱。
由于協和式客機具有表面加热的特性，因此其塗裝亦有所限制。机身表面大部分面积只能塗上具有高反射特性的特殊白色涂料，以避免超音速飛行時產生的高熱影響到鋁製結構和油箱安全。至1996年，法國航空為了協助百事可樂宣傳，曾将一架協和式客機（登記編號F-BTSD）除机翼以外塗上以藍色为主的广告塗裝。根据法国宇航和法国航空的建议，这架協和式客機维持以2馬赫的速度飛行不多于20分鐘，而在1.7馬赫下則未有限制。只有F-BTSD被选定用于广告宣传，是因为它不需要執行任何需要長时间以2馬赫飛行的定期航班。

### 結構强度

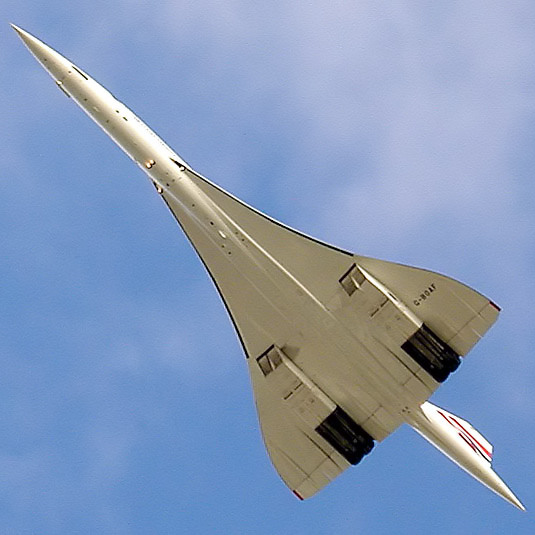
协和飞机的发动机位于机翼下侧中部，两边各有一片副翼

協和式客機高速飛行時，轉向會為飛機結構帶來巨大壓力，導致結構扭曲變形。为了在超音速飞行时依然能够维持有效、精确的控制，解決辦法是对机翼内侧和外侧的升降副翼（elevon），依照不同的速度状态，进行按比例的调整。超音速飞行时，相对软弱的机翼外段的副翼控制面将会锁定在水平位置，而只会操作靠近翼根位置、相对强度较高的内侧副翼控制面，對於氣動操作的精密要求很高。
另一方面，细长的机身意味着较低的结构强度。实际上协和飞机飞行时机身会出现少许弯曲，尤其在起飞时这个现象更为明显。这个时候当飞行员在机头回望客舱，就能显著的看到这个情况，但由于机舱中段设置了厕所，阻隔旅客的视线，所以大多数旅客并未能察觉到机身的变化。而高速飛行下因為加熱的緣故，機身也會拉長約數十公分，因此必須在多處地方使用伸縮縫設計。

### 煞車裝置及起落架
无尾三角翼飞机的起飞／降落距离和速度都比较高，这对飞机的制动系统和起落架也是一项挑战。协和飞机起飛速度高達每小時400公里（250哩），为了让飞机在起飞失败后迅速减速，協和式客機是首批使用防鎖死煞車系統（ABS）的民航客机，这是一套具有防滑、防锁死等优点的安全制动控制系统。传统制动系统在飞机起飞失败紧急制动时往往會鎖死机轮，加上前冲的惯性，容易造成侧滑、方向不受控制的情况。防鎖死煞車系統可以防止機輪於煞車時鎖死令轮胎的靜摩擦力變成滑動摩擦力而無法控制方向，提高制动效率和操纵性，避免飞机失去控制，这尤其於濕滑地面更为重要。协和飞机也是全球首种采用碳基（carbon-based）煞車裝置的民航机。这是邓禄普（Dunlop）公司的产品，能够把重达188公噸、時速達305公里（190哩）的協和式客機於1,600米內煞停。完全停止後，煞車裝置的溫度會達300℃至500℃，需要數小時才能冷卻。
除此之外，由于协和飞机是无尾三角翼设计，在起飞时需要一个较大的迎角（约18度）才能获得足够的升力，因此起落架也需要特别加强，并延长主起落架支架。但这又对起落架的收纳产生麻烦，为了减少占用空间，起落架收起时需要伸缩一段距离，否则两个起落架将会碰撞。另一方面基于大迎角起飞、降落的需要，为避免机尾触地，协和飞机也在机尾设置了一个小型双轮辅助起落架，成为协和飞机的一个特色。

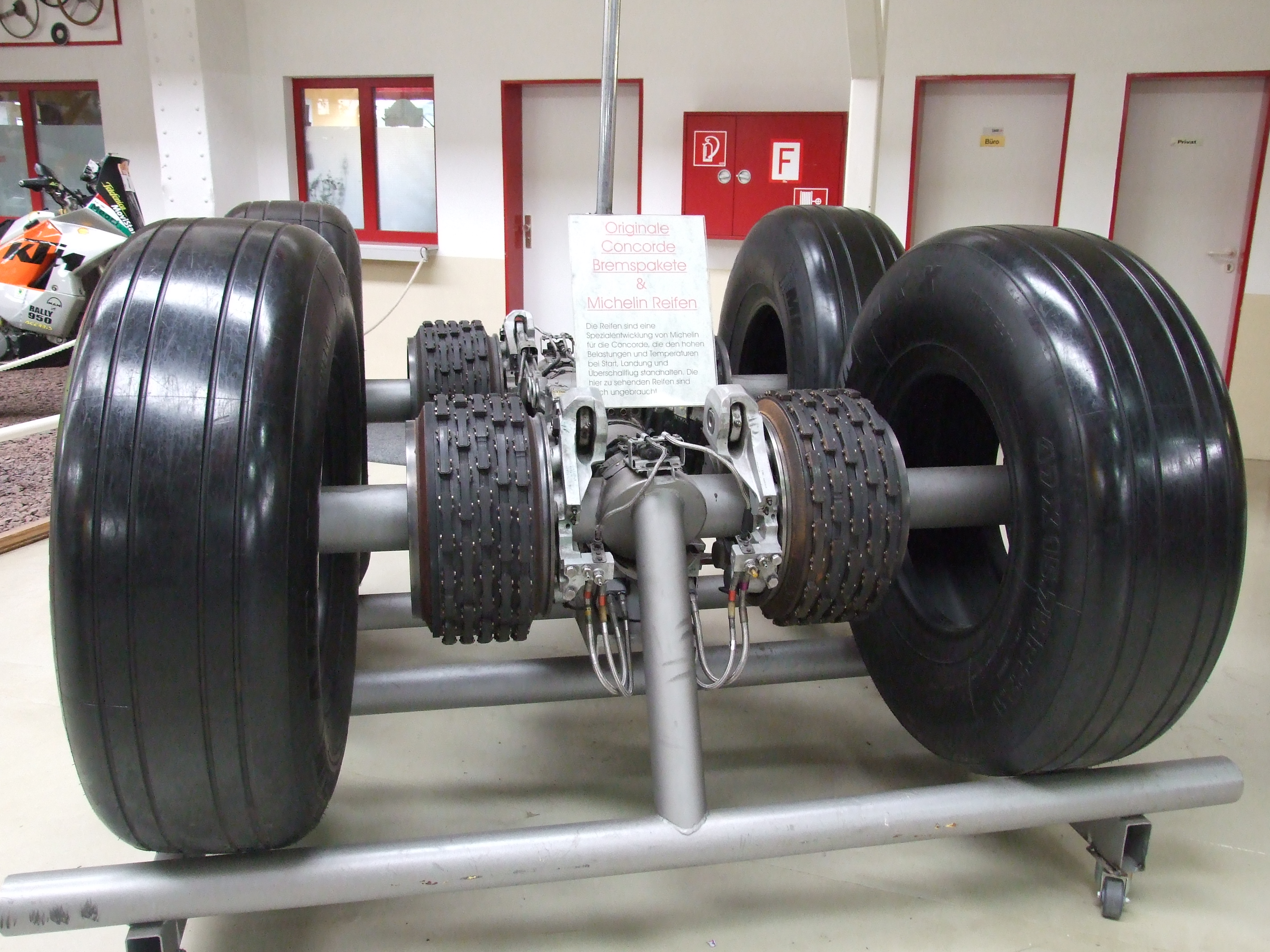
拥有碳基盘式制动装置的起落架轮组
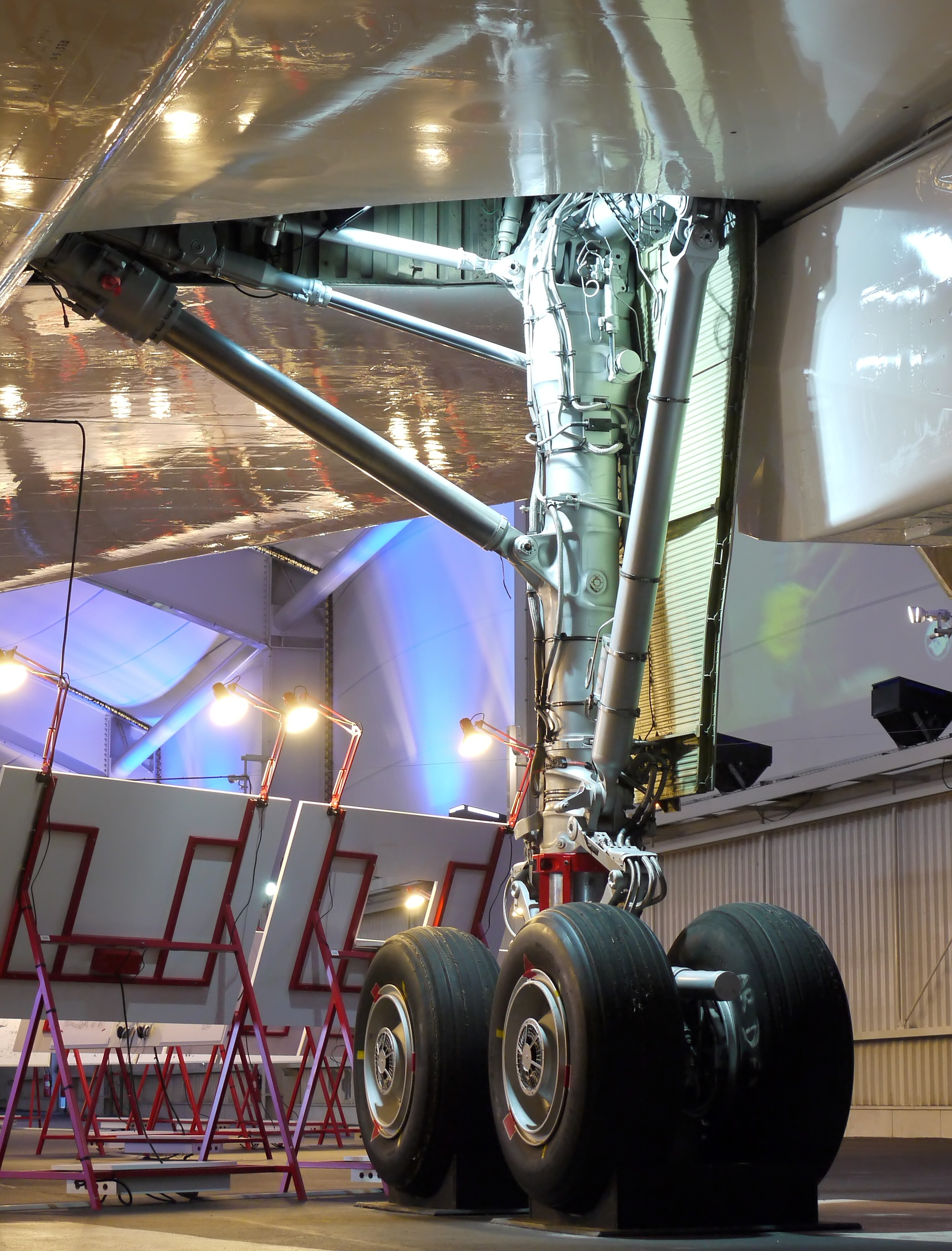
起落架支架
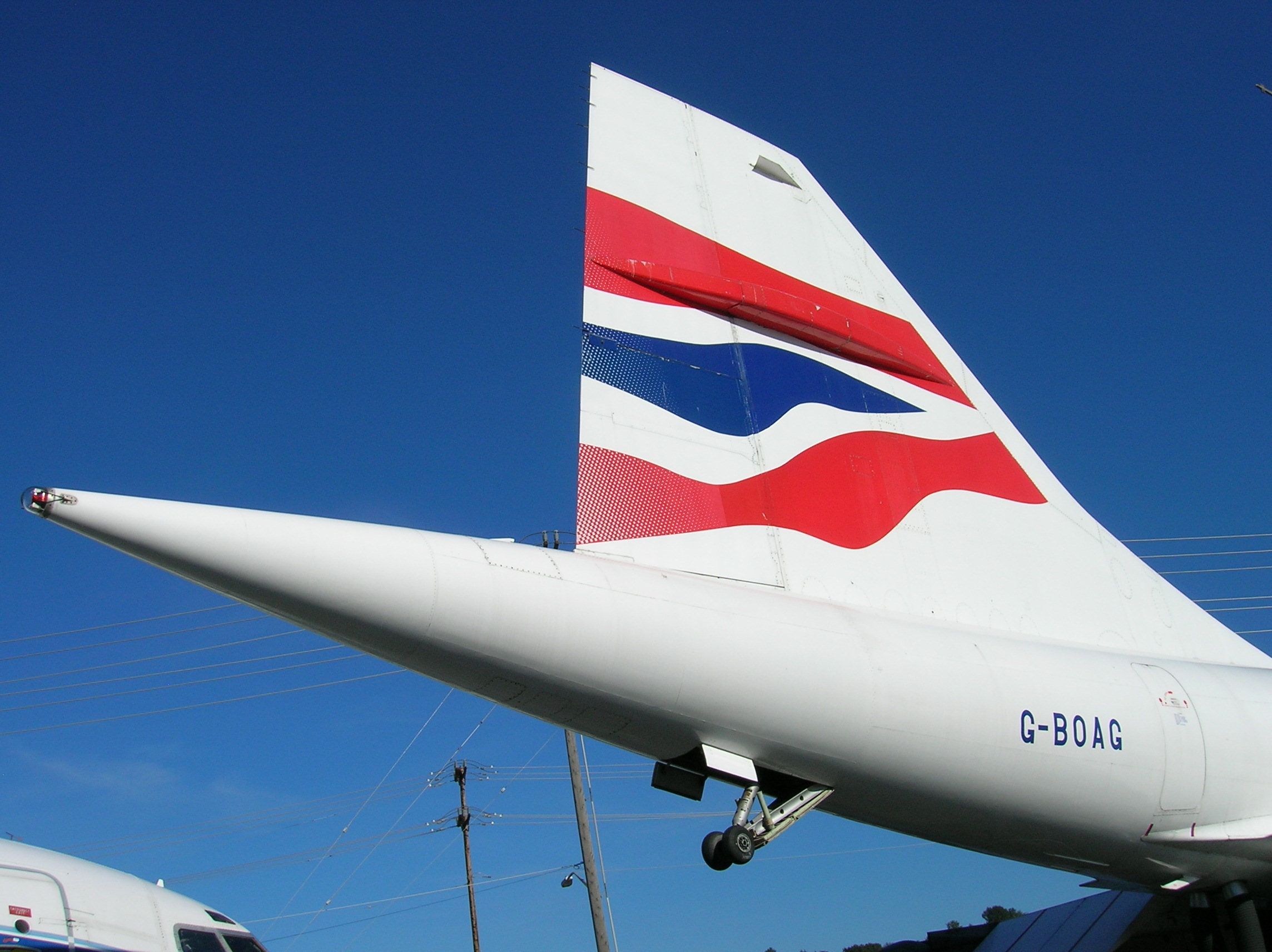
机尾小型辅助起落架

### 輻射量增加
協和式客機的巡航高度（18,000米）远高于普通亚音速民航机（12,000米），乘客会因此而承受比普通长途飞行多2倍通量的宇宙射线電離輻射。所以早在协和飞机投入营运之时，就有学者怀疑长时间超音速飞行会增加患上皮肤癌的风险。但实际情况是由于飛行時間相對減少，在同等飛行距離下所吸收的當量劑量（equivalent dose）会較普通客機為少。此外，即使是一些不尋常的太陽活動亦會導致入射輻射大量增加，为保护机内人员，因此駕駛艙内裝有一个宇宙射线测量仪和量度輻射減低率的儀器。一旦入射輻射量過高，協和式客機會下降至14,000米（47,000英尺）以下。量度輻射減低率的儀器讀數會決定是否需要下降到更低高度，減少飛機暴露於危險輻射標準的時間。

### 机舱加压
民航客机机舱通常会在飞机爬升到1,800－2,400米（6,000－8,000尺）之间时加压，而协和飞机只会在6,000尺进行一次加压。协和飞机的加压系统也有完善的安全性考量。在15000米以上高空机舱突然失压所带来的后果是灾难性的，所有乘客和机组人员都会在10至15秒的有效意识时间（从机舱失压到失去知觉的时间）过后随即昏迷，而高速飞行所带来的文丘里效应也会迅速抽走舱内空气，令舱内气压低于舱外大气压。由于协和飞机巡航高度（18,000米）已经接近阿姆斯壮极限，该处的空气氧气含量、气压极低，即使机舱有一小处缺口也会导致严重的失压和迅速缺氧，所以乘客也难以有足够时间戴上用于普通民航机的紧急氧气面罩。协和飞机因此使用面积较小的窗户以降低失压的速度，并且还有一套后备的机舱空气供应系统以尽量在一小段时间内维持舱内气压，而飞行员需要使用持续正压呼吸机（Continuous Positive Airway Pressure，CPAP）以保障飞行员的氧气供应及其安全，务求令飞机能够有足够时间下降到安全高度。美国联邦航空局要求飞机需要有其最低紧急下降率，并认为协和飞机假如遇到失压的情况，最佳做法就是将飞机急降。

### 可下垂式头锥

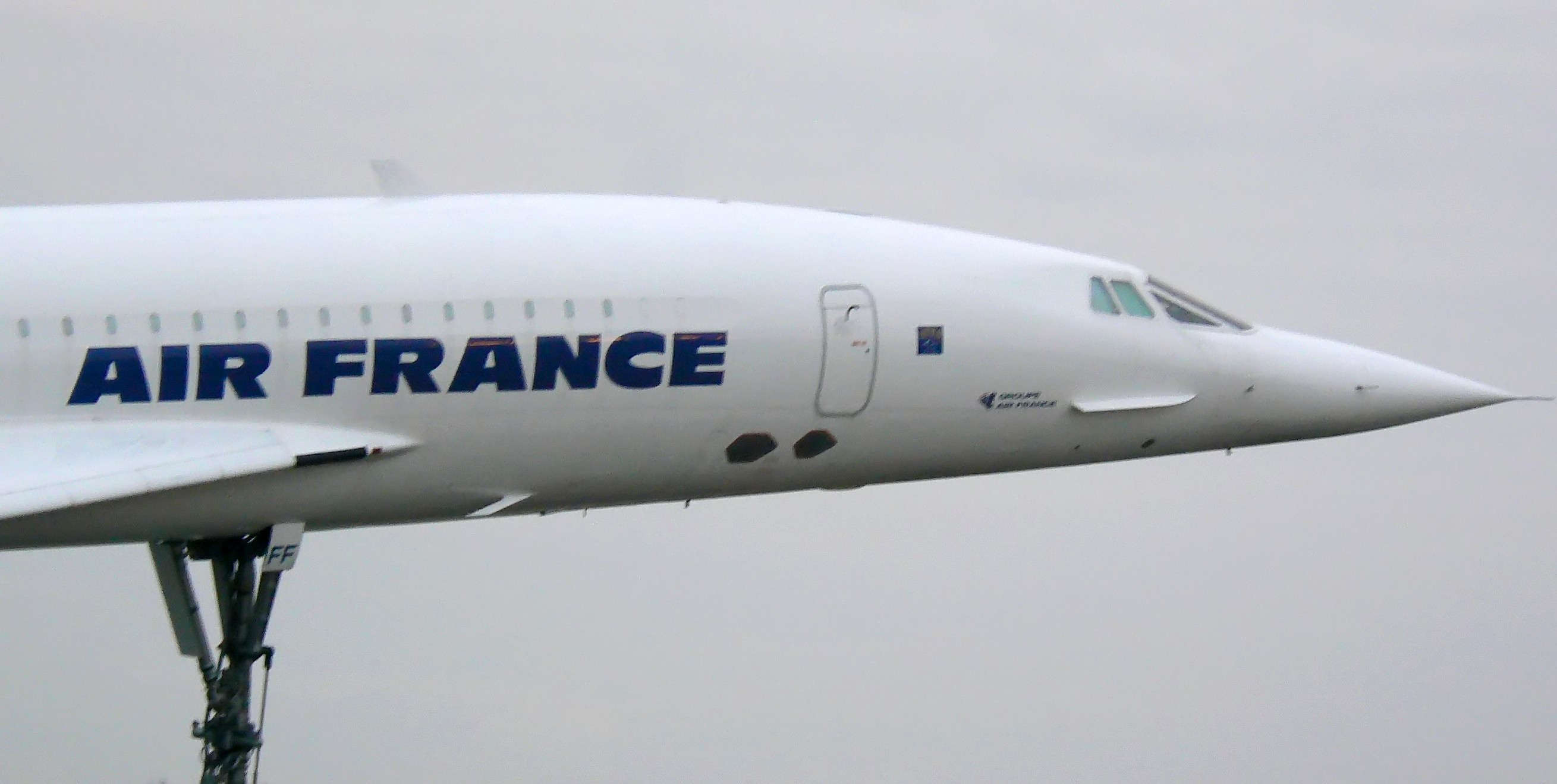
整流罩、头锥恢复原位的状态

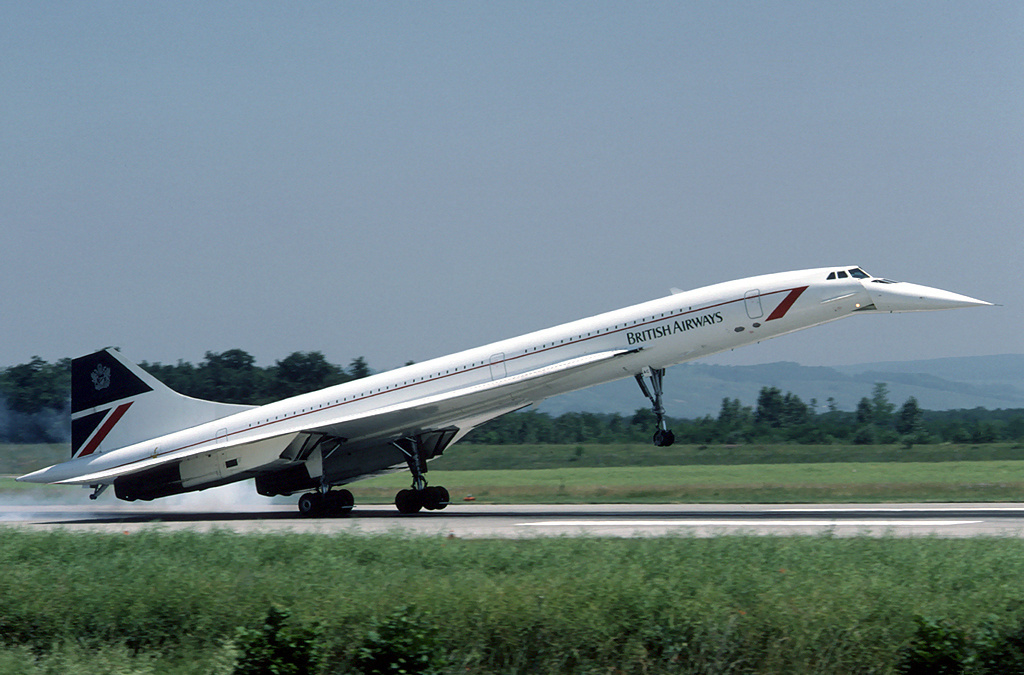
降落时的协和飞机，整流罩收起，头锥下垂

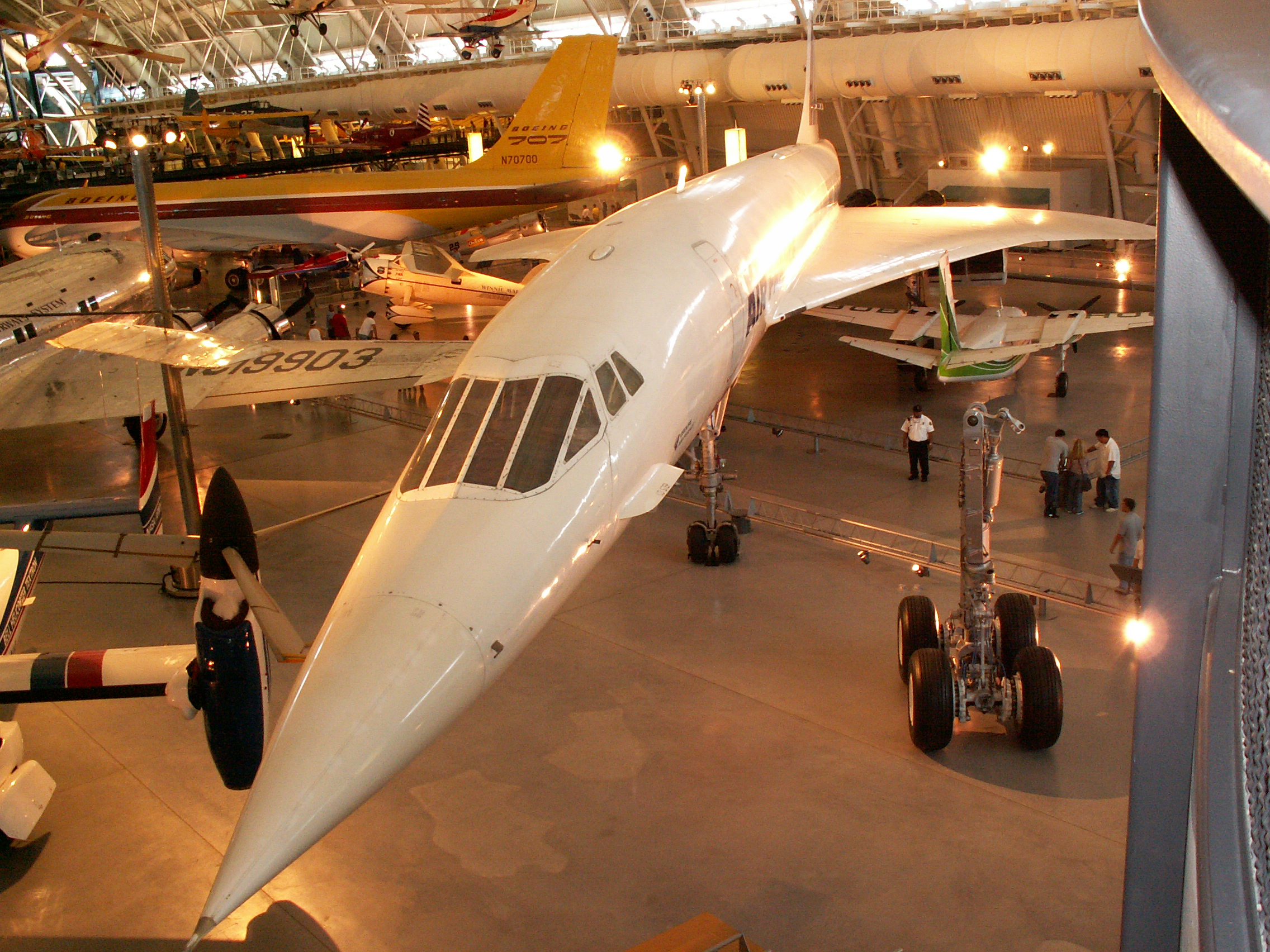
量产型协和飞机的整流罩已经改成六扇大窗设计

可下垂的機鼻头锥是協和式客機的外觀特徵之一，既能在飞行时保持飛機的流線外型減低阻力，又可以於滑行、起飛和著陸時改善飞行员的视界。为了减少飞行阻力，协和飞机的机头较其他民航机更长，并呈针状。三角翼飛機起飛和著陸時的攻角較大，又长又尖的機鼻會影響飛行員对跑道、滑行道的視野，因此協和式客機的机头設計成可以改變角度以迎合各種操作需要 。另外机头头锥也带有一个整流罩，这个可移动的整流罩具有维持机头流线型、保护驾驶舱玻璃、阻隔超音速飞行热力等功能。整流罩会在头锥下垂前收纳到头锥内，而當头锥恢复水平時，整流罩會升回駕駛艙挡风玻璃前方，令机头回復流線外型。
首两架協和式客機原型機的整流罩只有兩扇小窗，这是因为当时所需要的高温玻璃尚未研制出来。但美国联邦航空局反对这种严重影响飞行员视界的设计，并要求改善设计，否则协和飞机将不予容许在美国营运。因此以后制造的预生产型、量产型飞机整流罩均修改成六扇大窗，驾驶舱及整流罩所用的能抵挡超音速飞行过程中所产生的超过100 °C（210 °F）高温的玻璃则由英国Triplex安全玻璃公司研制。
在地面滑行和起飛時，駕駛艙內的控制器能控制整流罩收纳到头锥內并把头锥角度下調5°。起飛後，整流罩和头锥都會恢复原位。至飞机降落前，整流罩會再次收纳到头锥內，然后头锥會下調12.5°以取得最佳前下方视界。而降落時头锥會迅速回復到5°的位置以避免头锥触地。在非常罕有的情況下，協和式客機会将头锥下調至12.5°起飛。此外，协和飞机也可以仅仅收起整流罩，而头锥維持水平，但这只有在清潔擋風玻璃和短時間亞音速飛行時使用。

### 飞行特性
普通亚音速民航客机由纽约飞往巴黎需要花上8小时，但协和飞机完成同样旅程仅仅需要少于3.5小时，平均巡航速度达2.02马赫（2,140公里/小时），最高巡航高度为18,300米，比普通飞机快超过两倍。
在定期航班服務中，協和式客機采用一種較有效率的“巡航爬升”（cruise-climb）方式。隨著燃油消耗，飛機變得越來越輕因而能夠爬升至更高的高度。這樣的方式通常有較高效率，因此普通民航客机亦會使用類似這種方式爬升，名為階段爬升（step climb），但普通飞机需要得到航空交通管制員許可才能爬升至更高高度。在北大西洋航线（North Atlantic Tracks）巡航期間，協和式客機在爬升至15,240米（50,000呎）後已沒有其他民用客機與其共用空層，因此自15,240米起協和式客機能緩慢爬升至18,288米（60,000呎）。 由于平流层气流运动稳定，气流以平流运动为主，超音速飞机的航线是长期固定的，而非像其他飞行在平流层底部的普通民航客机，需要每天根据天气情况调整航线。
英国航空航班的呼号是“Speedbird”，但唯独由协和飞机执行的航班是例外。为了提醒航空交通管制员协和飞机独特的性能和限制，通讯时会在其呼号“Speedbird”后加上“Concorde”，所以协和飞机的航班（BA001－BA004）在通訊中會被稱為“Speedbird Concorde 1”—“Speedbird Concorde 4”。而来往巴巴多斯的包机服务，及维修后的试验飞行，其呼号也会使用“Speedbird Concorde”为前缀并加上四位数字的航班号码。

## 营运历史

### 定期航班

“反协和飞机计划”（Anti-Concorde Project）组织在1970年5月18日的泰晤士報刊登全幅广告，以“停止超音速客机，取消协和飞机”为题，列举了超音速客机对环境和社会的各种祸害

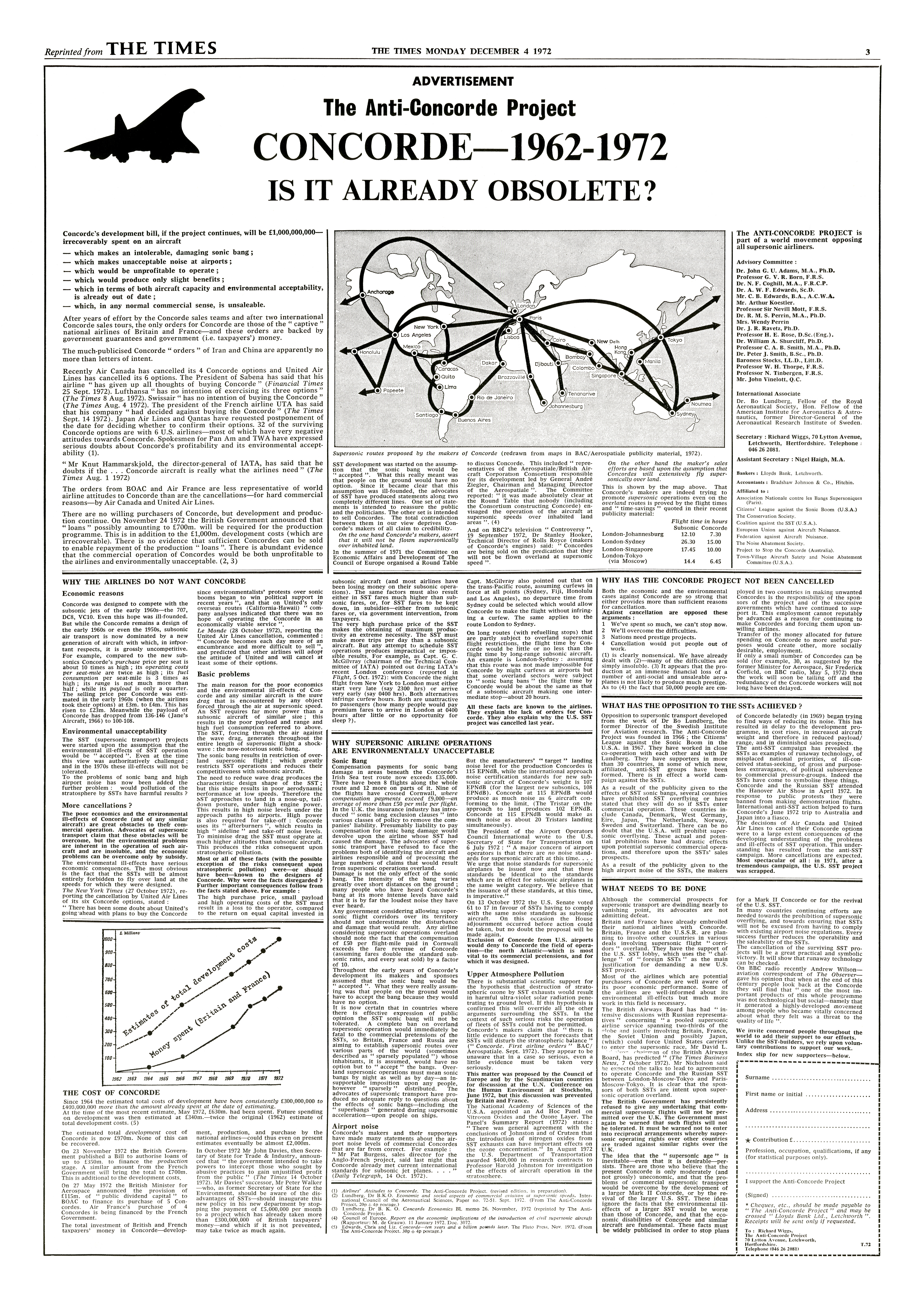
“反协和飞机计划”的另一个广告（1972年12月4日）

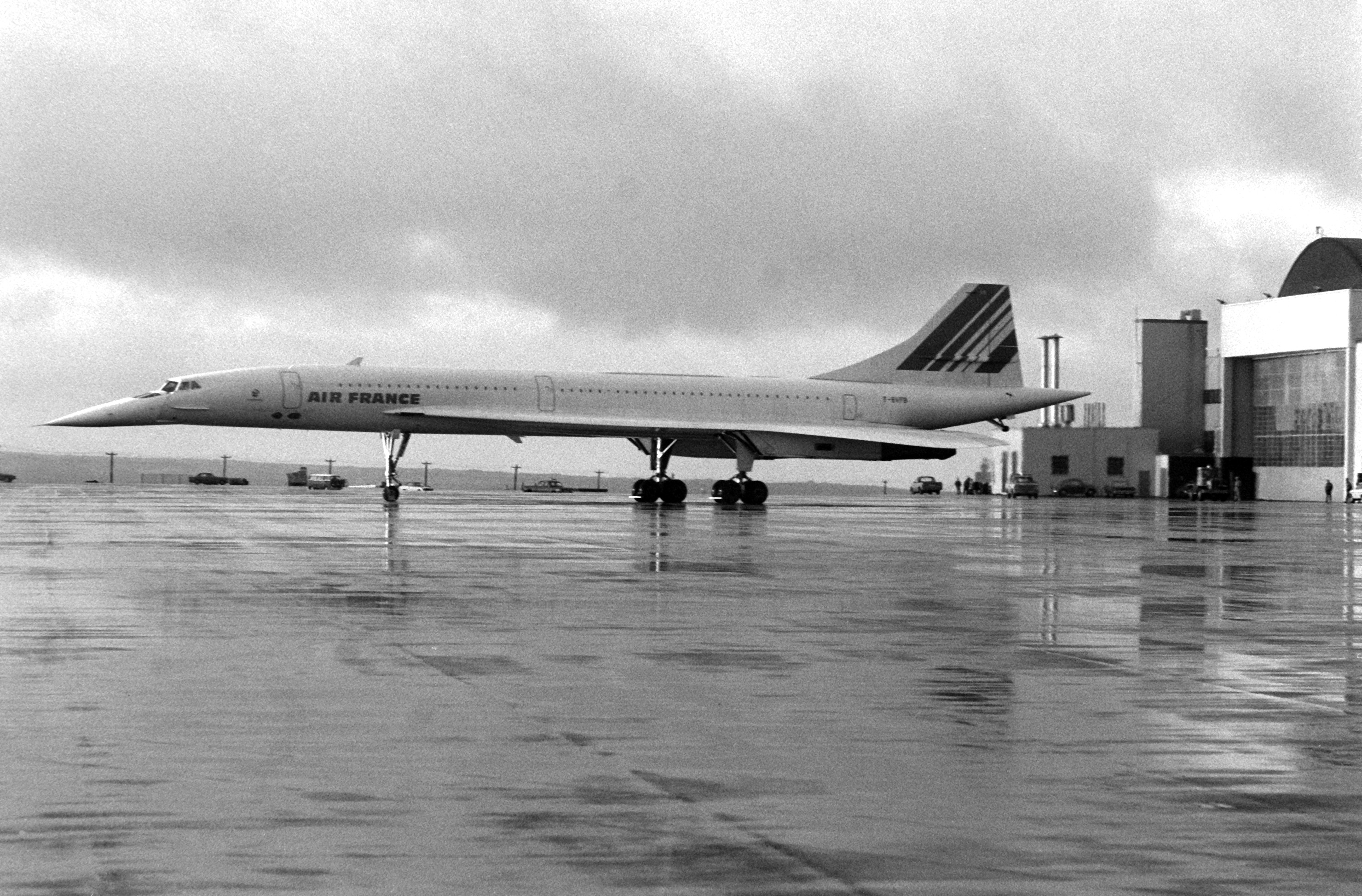
法国航空协和飞机（1977年）

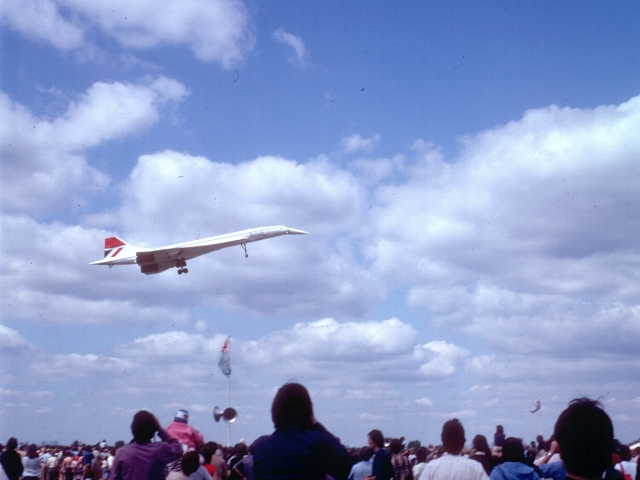
1981年8月15日，在英国考文垂巴金顿（Baginton）航空展表演的英航协和飞机

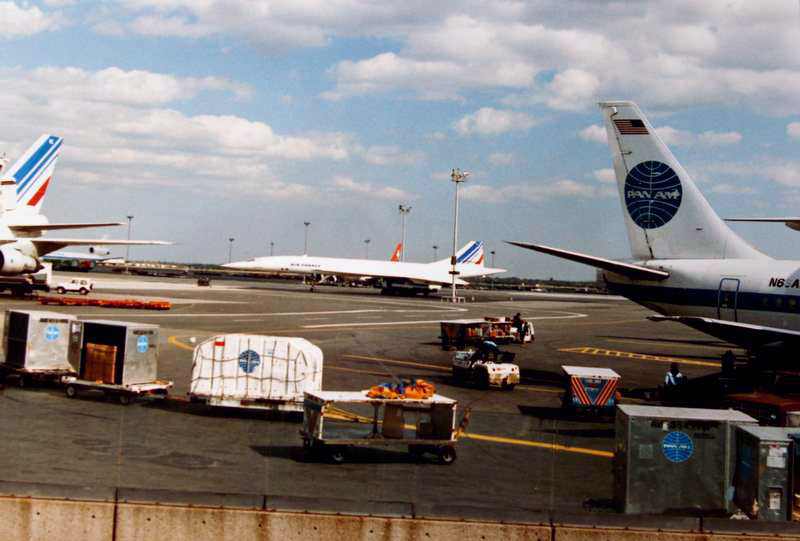
1987年初，在纽约肯尼迪国际机场停机坪上的法航协和飞机

协和飞机最初是以“跨大西洋超音速运输飞机”为目标而研制，英国航空和法国航空的计划是每天由伦敦、巴黎向纽约和华盛顿各开通6趟超音速航班。然而，超音速客机却在美国遇到强烈的反对声音。许多纽约和华盛顿的环保分子和居民（大多数均为中产人士）发起了声势浩大的“反超音速客机运动”（Anti-SST Campaign），他们对超音速客机造成的巨大噪音非常不满。當時美國國會决议禁止協和式客機在美國著陸，主要原因除了國民抗議超音速飞机造成的音爆现象，而且协和飞机也未能够达到美国联邦政府在1969年对喷气机设立的最高噪音标准，令兩家航空公司覬覦的跨大西洋航線未能成事。正当协和飞机的跨大西洋航线陷入僵局状态时，一些国家，包括巴林、巴西和部分波斯湾国家，向协和飞机发出了欢迎的讯息。1976年1月21日，协和飞机首次投入商业飞行并开通了定期航班服务。当日，英航和法航分别开通了由倫敦至巴林，和巴黎至巴西里約熱內盧（经停達喀爾）的航线。随后由巴黎至加拉加斯（经停亚速尔群岛）的航线也在同年4月10日开始运营。
随着多条超音速航线的开通，美国的态度开始软化。1976年2月4日，时任美國運輸部部長威廉·高文（William Coleman）同意为协和飞机提供一个为期16个月的试营运期，以评估超音速客机所产生的噪音和其他影响。在试营运期间，英航和法航可以每天向纽约各开通两趟航班和向华盛顿各开通一趟航班，并获批准在華盛頓杜勒斯國際機場和紐約甘迺迪國際機場着陆。同时英航和法航开通了每周三次来往华盛顿的航班。但因上座率低，分别在1994年11月与1982年10月取消。尽管美国政府对协和飞机的禁令开始解除，但纽约居民和市政府仍然反对超音速飞机在当地着陆，紐約市當局又继续頒布禁令禁止協和式客機來訪肯尼迪机场。1976年5月24日，英国航空和法国航空同时推出协和飞机跨大西洋航线，两架飞机几乎同时到达华盛顿杜勒斯机场。而纽约对协和飞机的禁令直到1977年10月17日才正式解除，当日美國最高法院拒絕推翻纽约聯邦地方法院关于否定紐約地區機場管理機構——紐約與新澤西港務局继续禁止协和飞机着陆的裁决，正式批准协和飞机在甘迺迪國際機場起降。同时，根据美国方面在试营运期间的评估，发现当时的美国总统专机空军一号（波音VC-137）所发出的噪音，其实比起飞、降落、亚音速飞行时的协和飞机噪音更大。而就在作出判决的前一天，“反超音速客机运动”更发起超过500架车辆在前往肯尼迪国际机场的公路上慢驶，堵塞交通。
美国方面的禁令正式解除以后两天，1977年10月19日，英航和法航联手合作派出一架不载客的协和飞机前往纽约，目的是提高纽约民众的接受程度，让他们知道协和飞机和普通喷气机没两样。当日上午，来自法航的让·弗兰基（Jean Franchi）和来自英航的布莱恩·沃波尔（Brian Walpole）两位飞行员共同担当了这一重要任务。协和飞机由图卢兹起飞，经过3小时46分的飞行后，于上午10时8分降落于纽约肯尼迪国际机场。由于这次飞行意义重大，并会向美国媒体举行隆重的记者会，为此英航在飞行前夕更为两位飞行员提供了必要的公关技巧训练，改善他们在应对美国记者尖锐问题的应答技巧。而事实证明这次的公关是成功的，航空公司让记者亲身接触协和飞机，许多记者一开始就被协和飞机的独特外形所吸引，而记者会的问答进一步释除了公众的疑虑。最终，巴黎和倫敦來往紐約甘迺迪國際機場的定期航班服務於1977年11月22日開始營運。普通亚音速噴射客機由紐約飛往巴黎需時约7小時，而協和式客機只需3小時30分鐘。当时英航“纽约—伦敦”协和飞机航线的单程票价只比一般客机的头等舱票价高20%（约756美元）。在一年多的试运营期间，“协和”号飞机已累计搭载旅客45,000人次，累计飞行约5,632,700公里（3,500,000英里）。但随着石油危机、通货膨胀的推动下，机票价格也迅速上涨，到了2003年，纽约—伦敦的单程票价为6,636英镑（约合9,900美元）。同样地，法航来往巴黎和纽约的来回机票价格在1982年的时候是3,900美元，但至2000年票价已经达到8,148美元。
英航为了开拓前往远东地区的超音速航线，英航和新加坡航空在1977年达成合作计划，以协和飞机执行來往伦敦至新加坡的超音速航线（经停巴林）。一架协和飞机（登記編號G-BOAD）在左侧機身被塗上新航塗裝，而右侧機身則保留英航塗裝。但噪音问题仍然困扰着协和飞机，这条远东航线自1977年12月9日开始，在执行三次来回以后就暂停了，原因是马来西亚政府以噪声过大为由，拒绝协和飞机从马六甲海峡上空通过。随后这条航线在1979年1月24日恢复并使用新路线以绕过马来西亚领空，但类似关于噪音的争端又在印度领空发生，最后这条航线被认为是不可行并在1980年11月1日取消。取得越境飞行权成为协和飞机最大的绊脚石，而英航开通往东京的超音速航线的计划也不得不被搁置。
1970年代末，正值墨西哥的石油业迅速发展。1978年9月至1982年11月期间，法国航空曾经開辦每周兩班由巴黎至墨西哥城（途中经停华盛顿或纽约）的协和飞机航线。但随后墨西哥国内发生的债务危机和世界經濟危機，导致来往墨西哥的客流大减，后期的航班几乎空无一人，这条航线最终也被取消。飞机由华盛顿或纽约飞往墨西哥途中也并非全程以超音速巡航，在美洲大陆上空只能以0.95马赫的亚音速飞行以免发生音爆，而离开佛罗里达来到墨西哥湾上空时才能短暂以2.02马赫飞行。但其实协和飞机只要稍微改变航线即可免受美国法例限制，在1989年4月1日，英国航空的协和飞机在执行一次环球豪华旅游包机服务时，使用了一条新航线，并以2.02马赫的巡航速度在佛罗里达的东南方绕过，自此协和飞机在前往墨西哥城或阿卡普尔科时也会采用相同方式。
受1970年代末的第二次石油危机影响，盈利少、成本高的超音速航线也开始收缩。1980年，英航取消了来往伦敦和巴林的航线；至1982年，法航也取消了所有飞往南美洲的协和飞机航线。
1978年到1980年間，布兰尼夫国际航空租借了11架協和式客機（英航6架，法航5架），用於來往達拉斯與華盛頓之間的亞音速航班服務，机组人员由由布兰尼夫国际航空派出，而飞机到達華盛頓後由法航和英航的机组人员接手餘下前往巴黎及倫敦的超音速航程 。但來往達拉斯與華盛頓的亞音速航班服務並未能帶來盈利，載客率長期低於50%，因此布兰尼夫国际航空於1980年5月終止該航班服務。
1984年至1991年間，英国航空開辦每周三班以亞音速由伦敦飛往邁阿密（经停华盛顿）的协和飞机服務在飞越美国北卡罗来纳州的海岸线后，能够以超音速在大西洋上空飞行6至7分钟，然后就要准备在迈阿密降落了，但这条航线最后也因为低上座率而取消。另外，英航也曾在1987年到2003年寒假季节的星期六上午飞行伦敦来往巴巴多斯的航线。

### 包机服务
由于协和飞机的速度性能和高档服务，协和飞机经常被用作个人或团体包机，而法航和英航也很乐意提供包机服务，因为利润会比普通航班更高。例如跨年聚会者可以用相当高的费用，租用协和飞机，通过超音速飞越大西洋的速度来克服欧美之间的时差，从而在一夜之间两次庆祝新年。而在法國航空4590號班機空難之前，英国和法国一些旅游经营者经常向航空公司要求提供包机服务，定期在欧洲的旅游目的地之间飞行。美国有一家以开办协和飞机豪华旅行团作招徕的旅行社，曾多次开办为期二十四天的协和飞机环游世界旅行团，每团收费62,000美元，途经夏威夷、澳洲、印度及香港等地。法航也曾偶尔提供包機前往芬蘭羅瓦涅米。

### 英航购买协和飞机

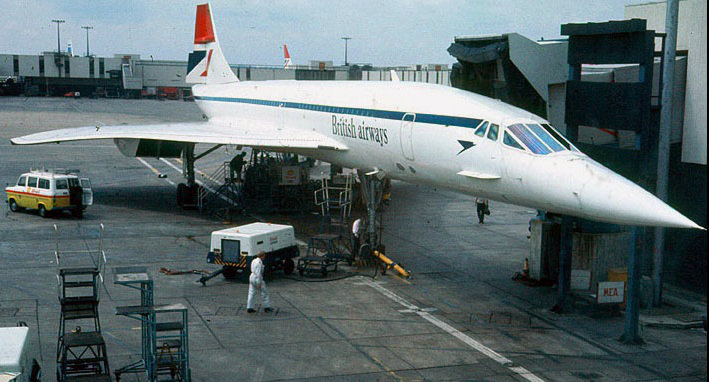
1980年代初，在希思罗机场的英航协和飞机

在1980年代初的英国，协和飞机的前景是不被看好的。英国政府已经每年耗费大量资金用于营运协和飞机，成为政府财政的一大负担，因此英国政府有意让协和飞机退出服务。1983年末，英国航空的常务董事约翰·金爵士（Sir John King）游说政府，以1,650万英镑加上英航营运协和飞机所得首年盈利的价格，出售协和飞机的拥有权予英航。
英国航空很快发现协和飞机是它们的一种顶级产品，但其机票价格却定得偏低了。与此同时，根据英航所做的市场调查结果，发现大部分目标客户均认为协和飞机机票价格实际上应该更高。结果，英航决定将协和飞机的航班大幅加价，并努力提升服务品質以迎合这些高階客户的要求。英航也因此能够在协和飞机的营运上轉亏为盈。据报道英航从营运协和飞机所得的利润在高峰时每年可达5,000万英镑。

### 法航协和飞机空难
2000年7月25日，一架法國航空公司的协和飞机（登记编号F-BTSC）在执行4590号班機时坠毁于法国戈內斯（Gonesse），机上100名乘客、9名机组人员和地面4名民众全数丧生，这也是协和飞机营运生涯中唯一一次的致命事故。
根据法国民航安全调查分析局（Bureau d'Enquêtes et d'Analyses）的官方调查报告，这场事故是由于协和飞机滑跑起飞时，左主起落架的机轮輾過了一条在几分钟前由一架美国大陆航空DC-10客机上掉落的钛金属条，这块金属条刺穿了协和飞机轮胎，一块重达4.5公斤的轮胎橡胶碎片以每小時300公里的高速击中了机翼下侧，导致内部油箱破裂，大量航空燃油泄漏；而轮胎碎片也破坏了起落架附近的电线线路，产生的火花点燃了燃油并在左侧机翼发动机短舱处引发大火。面对火警警报，飞行员立即关闭2号发动机，但1号发动机仍然尝试运作并提供少许推力。但此时飞机已经达到起飞速度，无法紧急制动，飞机只能强行起飞。由于飞机失去了部分推力，无法获得更高的高度和速度，因此飞行员尝试转场至附近机场降落的方案最终失败，造成飞机失速，高度急降时机头迅速拉高，随后飞机向左侧翻滚，并在轮胎损坏后不到1分30秒的时间内坠毁在戈內斯的一家旅馆（Hotelissimo Hotel）。
而在这次事故之前，协和飞机被誉为世界上最安全的民航客机，每公里飞行里程的旅客丧生数目为零。但在这次事故发生后，协和飞机又变成世界上最危险的民航客机，每一百万次航班的丧生旅客数为12.5人，比安全纪录第二差的客机还要高三倍。法航随即停飞所有协和飞机，适航证分别被法国、英国航空局收回。针对这次事故，英航和法航对协和飞机进行了多项安全改进措施，包括改用米其林特制的防刺穿轮胎、铺设防弹复合材料凯夫拉（Kevlar）以保护油箱、改善电气控制系统安全等。与此同时，英航也对机舱进行了翻新，更换了座椅、厕所、地毯、照明系统等。
进行安全改进工程后的协和飞机在2001年7月17日首飞，由英国航空首席协和飞机飞行员麦克·班尼斯特（Mike Bannister）执行。飞机自伦敦希思罗机场起飞，在大西洋和冰岛附近飞行了3小时20分，并在返回英國布萊茲諾頓空軍基地前达到了2.02马赫的最高速度。这次成功的试飞受到了当时广泛关注，除了电视直播其过程外，也有大量民众来到机场以亲身观看协和飞机。2001年9月5日，英国航空公司和法国航空公司重新获得协和飞机的适航证书。

### 恢复营运

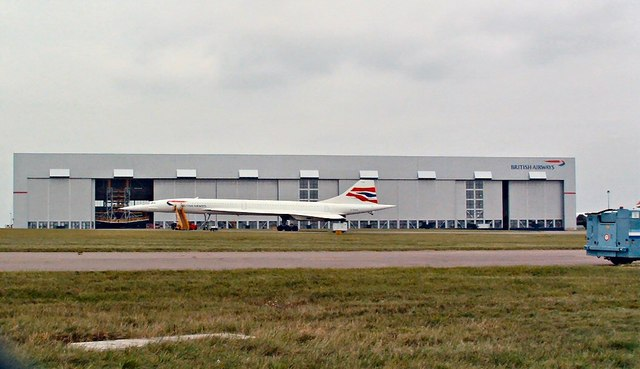
2002年1月，在英航飞机维修库外的协和飞机

为了尽快恢复旅客对协和飞机的信心，英国航空在取得飞机适航证后立即安排了一次试验性的载客飞行。2001年9月11日，一架注册编号为G-BOAF的英航协和飞机载着一百名英航员工，从伦敦希思罗机场起飞。虽然这次航班并非正式的营运，但英航要求一切服务均按照商业營運的标准执行。飞机在英国西南方绕了一圈并达到了2倍音速，最后返回伦敦希思罗机场。而当飞机飞行的时候，美国纽约正值九一一袭击事件，英国航空交通也处于警戒状态。
九一一事件对国际民航业产生了严重的打击，英美两国乘坐飞机旅行的旅客大幅减少，但面对严峻的冲击，英航和法航决定按原定计划，在2001年11月7日恢复协和飞机跨大西洋航线的正常商业营运。在重飛的首次航班中，英国首相布莱尔和歌手斯汀也是座上客；而飞机抵达纽约肯尼迪机场后，乘客都受到时任紐約市市長鲁迪·朱利亚尼的亲自迎接。

### 退役
协和飞机重飛以后，尽管英航和法航均表示会为协和飞机“延寿”，并将持续服役至2014年到2017年，但到了2003年4月10日，两家航空公司同时宣布协和飞机将会在同年10月退役，理由是自2000年坠机事故后乘坐协和飞机的旅客人数大不如前，加上九一一事件的打击，令航班需求更加疲弱，而且航空公司也不再愿意在经济衰退的时候同时负担节节上升的飞机维护成本。导致协和飞机提早退役的因素，更重要的是协和飞机本身的低盈利能力，甚至亚音速客机头等舱的利润比协和飞机更高。协和飞机日常維修費十分昂貴，每架飞机在飛行12,000小時後，須進行为期十個月的大修，每次費用達到一千萬美元。根据英航和法航的财务报告，协和飞机提前退役可以为两家公司分别减少1.30亿美元和6463万美元的成本支出。此外，航空公司也失去了投放巨额资金进行飞机延寿工程的意欲。虽然协和飞机在1970年代推出之时确是一项科技结晶，但在营运30年后，其滿佈傳統机械儀表和開關的駕駛艙早已變得過時。由于协和飞机在超音速飞机市场上并没有遇到其他强劲的競爭者，協和式客機也没有受到商业压力而去提升航电系统和乘客的舒適水平。這個情況與同年代推出的客機（如波音747）相反。随着协和飞机的退役，这也是英航机队中最后一种需要配备飞行工程师的飞机。到了2003年4月，能够進行商業飛行的协和飞机仅有12架。
而创办维珍航空的理查德·布兰森爵士在得悉英航宣布协和飞机即将退役的消息之后，主动联络英航，表示希望能以英航当年的“1英镑”的价格购入其协和飞机机队，让协和飞机继续在维珍航空服务。布兰森声称当年英航也不过是以“1英镑”的价格从英国政府手中买下协和飞机，但英航还是拒绝了布兰森的交易建议。事实上，1983年英航以每架1,650万英镑价格从政府买入协和飞机拥有权的时候，确实有两架飞机是以1英镑的象征式价格成交，但由于当时英航购买协和飞机的资金是由政府借贷，而政府其后一直收回英航营运协和飞机所得盈利的80%，所以经折算后英航购买协和飞机的实际价格是每架2,600万英镑。布兰森后来在2003年10月23日的经济学人杂志中撰文透露，他其后将收购价格提高至每架500万英镑，但英航仍然不为所动，而且负责协和飞机维护和检修工作的空中客车公司随后也表示，他们不希望在未来继续为机龄渐高的协和飞机提供保养服务及技术支援。最终让协和飞机继续飞行的各种努力也没有下文。
另一方面，两间航空公司突然将协和飞机提早退役也引起一些人的猜疑。英国记者和作家罗布·路易斯（Rob Lewis）深入关注事件，并在其著作中指出法航急于放弃协和飞机，是法航董事长西里尔·斯宾奈塔（Jean-Cyril Spinetta）和空中客车公司总裁諾爾·弗加德（Noel Forgeard）之间的一场阴谋，为了避免以后协和飞机再次发生事故而为双方带来刑事责任。

#### 法国航空

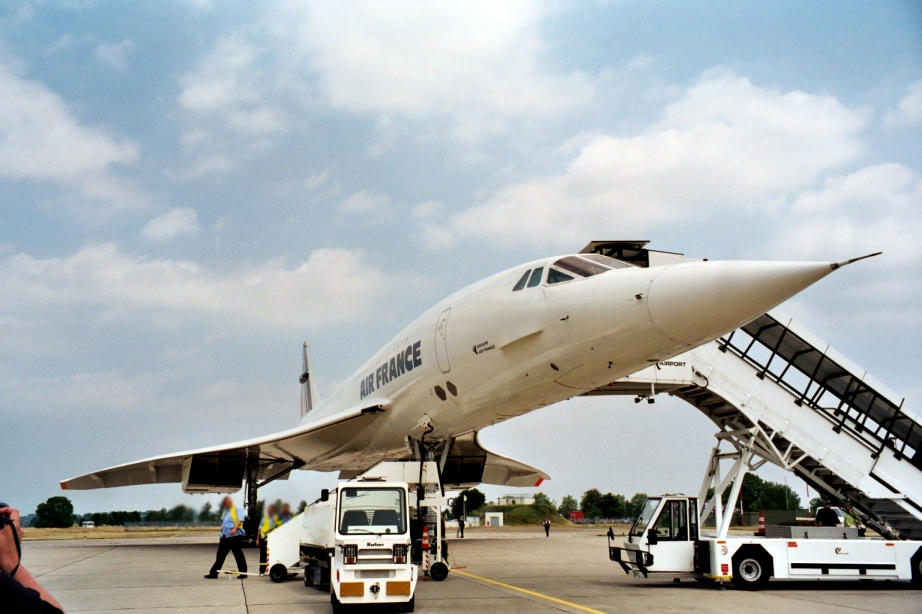
2003年6月24日，完成退役飞行的法航协和飞机（F-BVFB）

法国航空的协和飞机在2003年5月30日进行最后一次由巴黎飞往纽约的商业飞行。2003年5月31日，当AF001号航班的法航协和飞机从纽约返回，降落在巴黎戴高乐机场时，正式宣告法航的协和飞机正式停止商业运营。而在随后的6月2日及3日，一架协和飞机（注册编号F-BTSD）再次飞往纽约，接载长期在美国工作、服务协和飞机营运的法航员工返国。法航协和飞机的最后退役飞行是在2003年6月27日，这次是一架注册编号为F-BVFC的协和飞机返回图卢兹。F-BVFC在退役后仍然保持着可运作的状态，后来曾经在跑道上试验滑行以协助2000年戈內斯空难的司法调查。这架飞机目前已经不再使用也无法运作。而另一架注册编号为F-BTSD的协和飞机退役后保存在位于巴黎郊区布尔歇（Le Bourget）的法国航空航天博物馆（Musée de l'Air et de l'Espace），它与其他成为博物馆藏品的协和飞机不同，其部分装置仍能够运行，例如可下垂的头锥，因此也有传言指这架飞机在未来仍有机会飞行，但这已被确定并非事实。
2003年11月15日，法航协和飞机的一批剩余零部件和纪念品在巴黎佳士得拍卖行公开拍卖，有约13,000人到场竞投，共拍卖得320万欧元，部分拍卖品的成交价远超预期 。这笔收入作为法航企业基金会的筹款，全部用于对困难儿童的救助。2007年9月，法国图卢兹市决定把协和飞机的剩余零部件再次公开拍卖。拍卖的物品包括原来存放在图卢兹市欧洲航天航空防务集团工厂仓库内的超过1000件客机零部件和机舱内装饰物品，其中包括起价为600欧元的乘客座椅、300欧元的应急氧气罩、许多银质和陶瓷餐具以及其他飞机零件，甚至包括一个起落架，并且这些拍卖物品都是从来没有被旅客使用过的。拍卖所得款项是用于图卢兹的市政建设。

#### 英国航空

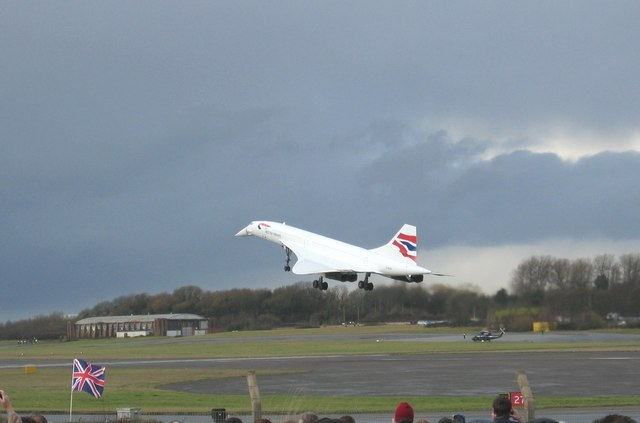
2003年11月26日，退役的英航G-BOAF飞返费尔顿——首架协和飞机出厂的地方

英国航空的协和飞机在2003年10月初前往北美洲多个城市进行告别飞行。一架注册编号为G-BOAG的协和飞机在2003年10月1日到访多伦多皮尔逊国际机场，并在随后飞往紐約甘迺迪國際機場继续行程。而另一架飞机（注册编号G-BOAD）在2003年10月8日由伦敦希思罗机场前往波士顿洛根国际机场，并刷新了最快由东往西跨大西洋飞行的时间记录，仅需3小时5分34秒。此外，注册编号为G-BOAG的协和飞机也在同年10月14日到访了华盛顿杜勒斯国际机场。
到了2003年10月下旬，英航的协和飞机开始了环绕英国本土的告别飞行；由10月20日起至10月24日，先后到访了伯明翰、贝尔法斯特、曼彻斯特、加的夫和爱丁堡，在这几天里协和飞机每天来往伦敦希思罗机场和目的地城市一趟，而且飞行高度通常较低。而在10月22日，伦敦希思罗机场安排两架分别来自曼彻斯特的告别飞行航班（BA9021C），和由纽约飞来的正常航班（BA002）的协和飞机同时降落在机场的两条跑道。10月23日晚上，英女王伊丽莎白二世特地在温莎城堡点灯，为协和飞机最后一趟西行飞往美国的商业航班送行，这种荣誉通常只会在国家庆典或外宾来访时出现。
在完成告别航班之后，英航在同年10月24日正式将协和飞机退役。和法航的做法一样，英航也派出一架注册编号为G-BOAG的协和飞机，由麦克·班尼斯特担当机长，将于美国工作的协和飞机服务员和相关员工接载返国。同日，另外两架协和飞机（G-BOAF、G-BOAE）载着贵宾和历任协和飞机飞行员分别飞临比斯开湾和爱丁堡。这三架协和飞机返回时被特许绕伦敦低空飞行一圈，然后相继在希思罗机场降落，并且在放下最后一批“超音速旅客”前在地面滑行了45分钟。而这时距离12月17日莱特兄弟首次成功载人飞行100周年还有一个多月的时间。

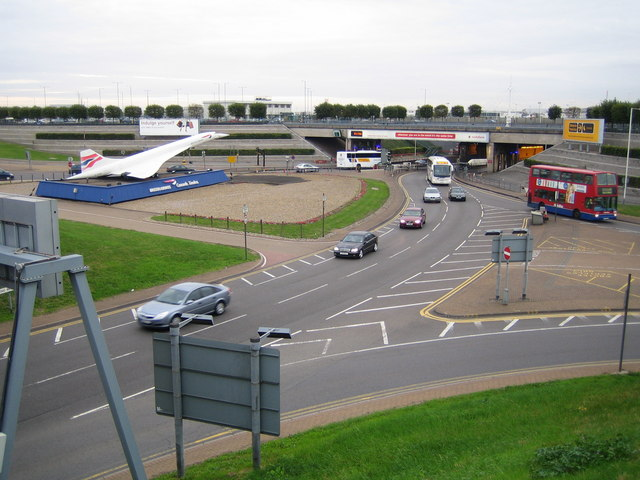
原展示在伦敦希思罗机场入口处的协和飞机模型

目前所有英航的协和飞机已经吊销了适航证，而液压油也被抽走，令飞机无法操作。英航前任首席协和飞机飞行员和机队经理約克·洛韋（Jock Lowe）在2004年表示，如果要让一架协和飞机（G-BOAF）恢复飞行状态，这可能需要花费约1,000至1,500万英镑。英航至今仍然持有这些退役飞机的拥有权，并已经表示由于空中客车公司在2003年停止了对协和飞机的支援，协和飞机重返蓝天的计划是不现实的。
2003年12月1日，一批英航协和飞机的物件在伯罕斯拍卖行（Bonhams）公开拍卖，拍卖品共128件，包括马赫速度表在内的各类仪表、驾驶员座椅和乘客座椅、飞机上的餐具和瓶装酒等，还有相当于原机1%大小的飞机模型，甚至还包括机头头锥和垂直尾翼的方向舵，远远高于拍卖预定目标50万英镑。这些物品最终以76.37万英镑的价格成交，其中协和飞机的头锥罩被一位美国工程师以32万英镑的价格买下，而一个飞行员的座椅则卖出了2.6万英镑。这笔收益大部分均用于慈善用途。随着协和飞机年代的结束，英航在2007年3月宣布，位于伦敦希思罗机场入口、自1990年起放置了一架40%比例协和飞机模型的广告位置将不再获得续约，这架模型后来被迁移至布鲁克兰博物馆（Brooklands Museum）展示。

### 修復計劃
虽然协和式客机早已於2003年退役，但英法两国的有关人士希望它仍能作为一项标志性遗产再次飞翔，并成为2012年伦敦奥运会开幕式表演的一项内容
。来自英法两国的几个组织筹资1,500万英镑，试图让协和式客机重返蓝天。從2010年2月開始，一組由法國航太和英國飛機公司的工程師團隊試圖修復一架目前存放在法国航空航天博物馆的协和式客机（生產編號213，註冊編號F-BTSD）的发动机，並令它能够使用引擎在地面滑行。2010年5月29日起，他们开始对飞机进行检查，首先将测试客機的勞斯萊斯发动机是否仍能安全启动，以及这架协和式客机是否能在跑道上滑行。然而，這項計劃最終未能實現。

## 乘客體驗

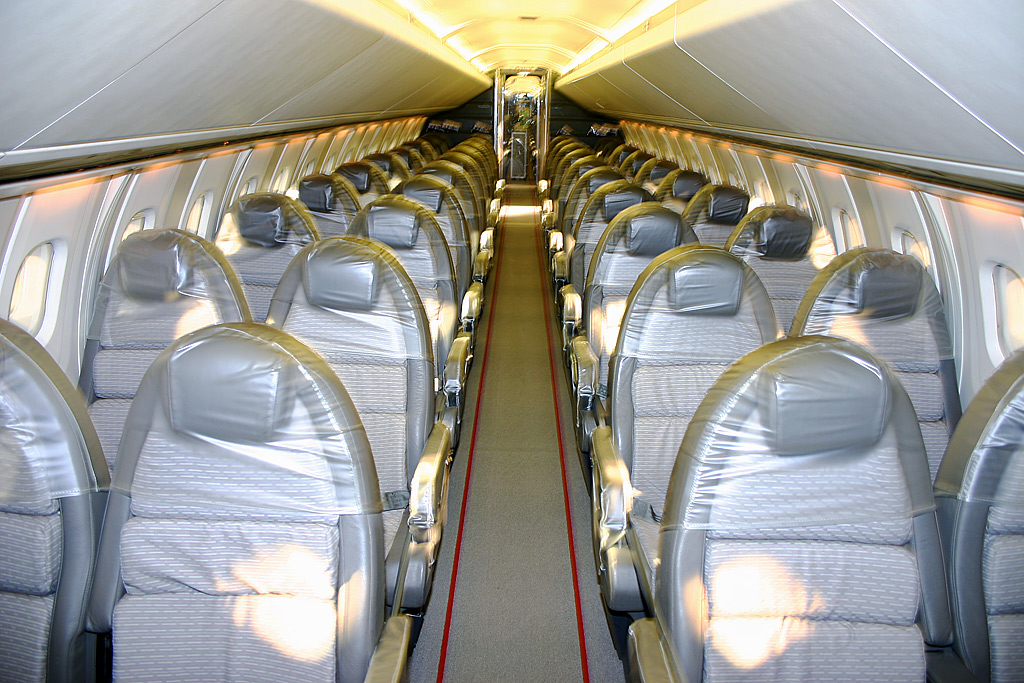
2000年前的英航协和飞机客舱

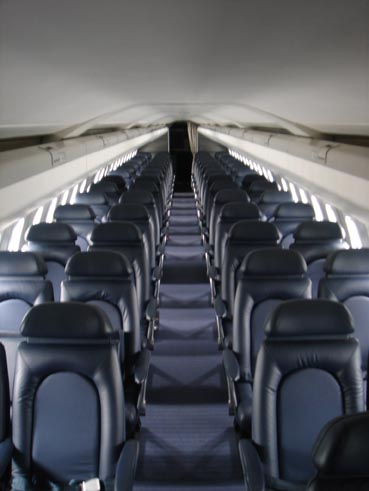
2001年后英航协和飞机客舱

作为英航和法航的“旗舰”，協和式客機為乘客帶來的體驗與其他亞音速客機有很多不同之處。英航與法航的協和式客機客艙佈局均為單一客艙級別，載客100人。客舱被划分为前后两个部分，前舱载客40人，后舱载客60人，前后舱之间以厕所分隔。座位布置为每排四座、中央单走道。由于协和飞机机身细长，客舱空间受到相当的限制，在近走道一侧的座位，客舱净空只有约1.8米（6英呎），走道净空最高也只有约1.9米。座椅也比其他亚音速客机头等舱的狭窄，实际上與普通客機的經濟客艙座位相若。座位间距为38英寸（0.9652米），只比普通经济舱多约6至7寸。座椅上方行李架的空间也十分有限，所以协和飞机对随身行李的体积也控制得更为严格。
1990年代时由波音747客机飞行的长途航班上，电影娱乐、角度或方向可调的座椅、步行区域是头等舱和商务舱最常见的服务特点，但这在协和飞机上均一一欠奉。然而，協和式客機相對較短的飛行時間彌補了欠缺上述設備的缺陷。協和式客機客艙前方裝有一块等離子顯示屏，顯示当前飛行高度、飛行速度和空氣溫度。此外，协和飞机拥有非常优质的尊贵服务水准，每位乘客均可以免费享用香槟，而飞机膳食均由瑋緻活（Wedgwood）生產的陶器和銀餐具侍奉。
協和式客機的巡航高度較亚音速民航机高出一倍，窗外會呈現出地球的曲率，亂流亦很少出現。超音速巡航期間，雖然飞机外部大气溫度低至零下60 °C，但機身前部的表面加热會令机体加熱至120 °C，窗戶亦會變得溫暖，前艙室溫亦較後艙為高。
三角翼亦令协和飞机能夠達到較傳統客機更大的攻角，此时机翼上表面會產生大量低壓渦流，以維持升力。在潮濕的天气环境下，協和式客機甚至會被低壓涡流產生的霧氣包围。但這些情況只會於起飞和着陆的低速飞行時出現，这时協和式客機或會遇到一些亂流和振動。
協和式客機的飛行速度加上地球自轉速度所產生的離心力，令飞机由西向东飞行時能令機上人員的體重暫時减少1%，而由东向西行時抵消了正常的离心力，体重則增加0.3%。但另一方面由于协和飞机的飞行高度很高，离地心较远，重量还要进一步下降 0.6%。
由于協和式客機的巡航速度比晨昏線（solar terminator）的移动速度更快，令它能够追上和超越地球的自轉。在西行航線上，以當地時間計算，抵達時間往往比起飛時間早。一些由巴黎或倫敦飞往美国方向的班機能在日落後起飛，並於中途追上太陽，在駕駛艙中就能看到太陽從西邊升起的景像。换句话说，协和飞机可以让乘客“在伦敦出发之前就已经到达纽约”；英航亦以這個情形來宣傳，推出口號「未出發就到达」（Arrive before you leave）。

## 意外事故
- 协和飞机的轮胎一直是其弱点之一，历史上曾多次在跑道滑行途中因异物导致爆胎事故。最早的一次记录是在1975年6月20日，一架法国航空的协和飞机在委内瑞拉加拉加斯机场准备起飞时，一个机轮被跑道上的指示灯损坏。而之后协和飞机爆胎事故几乎每年都会发生。
- 1977年11月28日，法国航空一架协和飞机（F-BVFD）在达卡尔机场降落时重着陆。当时飞机以每分鐘约840英尺（每秒约4.62米）的下降率着陆，而实际安全标准为最高每分鐘600英尺（每秒约3米），导致着陆时主起落架严重损毁，发动机被拖行数百英尺（每百英呎約等於30.48米）。这架飞机在1982年5月27日法航结束巴黎—达卡尔—里约热内卢的航线后退役封存，1994年拆解[183][184]。
- 1979年6月14日，法国航空一架协和飞机（F-BVFC）执行54号班机，由华盛顿杜勒斯国际机场起飞时，主起落架其中2个轮胎爆胎，轮胎碎片击穿机翼，机翼上出现一个大洞，二号发动机、部分液压系统和电缆受损，同时引致大量燃油泄漏。事故发生后法国航空部门要求改进协和飞机的机翼设计，当时就提出用防弹物料保护油箱，但并没有落实执行[185]。这次事故发生一个月后，1979年7月21日，法国航空另一架协和飞机（F-BVFD）在杜勒斯国际机场再次爆胎[186]。
- 1992年3月21日，英国航空公司一架由伦敦飞往纽约的协和飞机（G-BOAB），在途经美国纽约东北海面17000米上空以2.0马赫巡航飞行时，方向舵上段大部分脱落，导致飞机剧烈震动及操控困难，飞行员尝试关闭一台发动机减轻震动并最终成功降落肯尼迪国际机场，意外中没有乘客受伤。调查发现意外可能是由于维修时的失当，维修时使用的辅料渗入方向舵部件的蜂窝状结构，导致金属结构强度减低。事故后，英航加强对协和飞机方向舵的人工和超声波检查[187]。
- 1998年10月8日，英国航空公司一架的协和飞机（G-BOAC），执行由伦敦飞往纽约的BA001号班机，在途经加拿大纽芬兰海岸时，方向舵下段一部分脱落。
- 2000年7月7日，英国航空公司表示，在旗下6架协和飞机的机尾发现约6厘米至7厘米的“极微小”裂痕，而另一架的机翼出现裂痕更需要停飞检查，但英航表示这“对安全不构成威胁”[188][189]。
- 2000年7月25日，法國航空4590號班機空難。法国航空一架协和飞机（F-BTSC）由巴黎戴高乐机场滑行起飞时，被跑道上的一块由一架美国大陆航空DC-10客机脱落的金属薄片割破轮胎，轮胎碎片继而撞擊油箱，造成协和式飞机油箱破裂大量漏油起火失事。事件造成机上109人全部遇难，及地面4人死亡[190]。

## 協和式客机列表
協和式客機共制造了20架，其中6架作開發測試之用。*
包括：
- 2架原型機
- 2架預產機
- 16架量產機
  - 首兩架量產機没有投入商業营运
  - 其餘14架投入商業营运，至2003年4月剩下12架在役

| 生產編號 | 登記編號 | 首次飛行       | 最後飛行       | 飛行時數 | 保存地點/结局 | 照片 |
| -------- | -------- | -------------- | -------------- | -------- | --- | ---- |
| 001      | F-WTSS   | 1969年3月2日   | 1973年10月19日 | 812      | 法國勒布爾歇（Le Bourget） 法国航空航天博物館（Musee de l'Air et de l'Espace）                                       |      |
| 002      | G-BSST   | 1969年4月9日   | 1976年3月4日   | 836      | 英國尤維爾頓（Yeovilton） 海軍航空兵博物館（Fleet Air Arm Museum）                                                   |      |
| 101      | G-AXDN   | 1971年12月17日 | 1977年8月20日  | 632      | 英國達克斯福德（Duxford） 帝國戰爭博物館（Imperial War Museum）                                                      |      |
| 102      | F-WTSA   | 1973年1月10日  | 1976年5月20日  | 656      | 法國巴黎 奧里機場（Orly Airport） （卫星地图可见N48°42'56" E2°22'20" -2017.12.06）                                   |      |
| 201      | F-WTSB   | 1973年12月6日  | 1985年4月19日  | 909      | 法國圖盧茲 空中巴士製造廠 （卫星地图可见N43°39'34.0" E1°21'37.7" -2024.03.21）                                       |      |
| 202      | G-BBDG   | 1974年12月13日 | 1981年12月24日 | 1282     | 英國薩里郡維橋（Weybridge） 布魯克蘭博物館（Brooklands Museum） （卫星地图可见N51°21'18.6" W0°27'54.9" -2017.12.06） |      |
| 203      | F-BTSC   | 1975年1月31日  | 2000年7月25日  | 11989    | 墜毀 |      |
| 204      | G-BOAC   | 1975年2月27日  | 2003年10月31日 | 22260    | 英國 曼徹斯特機場觀景公園                                                                                            |      |
| 205      | F-BVFA   | 1976年10月27日 | 2003年6月12日  | 17824    | 美國維吉尼亞州夏提利（Chantilly） 國家航空太空博物館 史蒂文·尤德華-海濟中心 （Steven F. Udvar-Hazy Center）          |      |
| 206      | G-BOAA   | 1975年11月5日  | 2000年8月12日  | 22768    | 蘇格蘭東洛錫安（East Lothian） 飛行博物館（Museum of Flight）                                                        |      |
| 207      | F-BVFB   | 1976年3月6日   | 2003年6月24日  | 14771    | 德國 辛斯海姆汽車與技術博物館 （Sinsheim Auto & Technik Museum） （衛星地圖可見N49°14'21.6" E8°53'50.8"）            |      |
| 208      | G-BOAB   | 1976年5月18日  | 2000年8月15日  | 22296    | 英國倫敦 希斯路機場                                                                                                  |      |
| 209      | F-BVFC   | 1976年7月9日   | 2003年10月24日 | 14332    | 法國圖盧茲 空中巴士製造廠                                                                                            |      |
| 210      | G-BOAD   | 1976年8月25日  | 2003年11月10日 | 23397    | 美國紐約 無畏號海空博物館 （Intrepid Sea-Air-Space Museum） （卫星地图可见N40°45'56" W74°0'6" -2017.12.06）          |      |
| 211      | F-BVFD   | 1977年2月10日  | 1982年5月27日  | 5814     | 1977年11月28日重著陸 1982年退役 1994年拆解成備用零件                                                                 |      |
| 212      | G-BOAE   | 1977年3月17日  | 2003年11月17日 | 23376    | 巴巴多斯 葛兰特尼·亚当斯国际机场 （Grantley Adams International Airport）                                            |      |
| 213      | F-BTSD   | 1978年6月26日  | 2003年6月14日  | 12974    | 法國勒布爾歇 法国航空航天博物館（Musee de l'Air et de l'Espace）                                                     |      |
| 214      | G-BOAG   | 1978年4月21日  | 2003年11月5日  | 16239    | 美國西雅圖 波音機場飛行博物館（Museum of Flight） （卫星地图可见N47°31'10" W122°17'56" -2017.12.06）                 |      |
| 215      | F-BVFF   | 1978年11月26日 | 2000年6月11日  | 12421    | 法國巴黎 夏爾·戴高樂國際機場 （衛星地圖可見N49°00'38.3" E2°33'11.3" -2019.6.23）                                     |      |
| 216      | G-BOAF   | 1979年4月20日  | 2003年11月26日 | 18257    | 英國布里斯托 费尔顿機場（Filton Aerodrome）                                                                          |      |

## 影响

### 環境衝擊

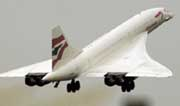
协和飞机起飞时需要使用加力燃烧室，并产生大量灰黑色的废气

在协和飞机出现之前，民用航空工业普遍被各国政府和选民接受。但大众（主要是美國東部沿岸的居民）对协和飞机噪音的激烈反对代表着政治上的轉折點，自此之後很多企業的科學家和技術人員都開始認真對待環境和社會衝擊的問題。虽然协和飞机直接导致美国提出对使用肯尼迪国际机场的民航机进行噪音消减计划，但实际上协和飞机的噪音比预期中更低，而飞行员在协和飞机飞临居民区时主动减少发动机推力以减轻噪音也是一个因素。早在协和飞机开始商业飞行之前，已经有人发现协和飞机其实比当时一些主流喷气客机更安静。
科学研究证实，协和飞机在平流層飞行时会产生大量含有氮氧化物的废气，这些废气在高空产生化学反应并会一定程度上破坏臭氧层；而其他在较低高度的对流层飞行的民航机反而会在飞行时制造出臭氧，但平流层和对流层之间的垂直气流交换是十分困难的，因此这对在平流层中被破坏的臭氧层并无补救作用。然而，由于超音速客机的数量很少，所以协和飞机对臭氧层的破坏在整个大气环境中实际上是十分轻微的。
协和飞机的燃油消耗也是十分巨大的。协和飞机一次可满载95.6吨的燃油，但每小时却要消耗20.5吨。相较之下，仅能载客百多人的协和飞机仅相当于波音747客机运载能力的四分之一，但耗油量却比波音747高近一倍（波音747-400亚音速巡航时每小时耗油约12吨）。所以协和飞机的燃油效率不论在环保角度或经济角度来看都不能让人满意。
协和飞机作为当时一项高新科技产物，也引起了民众对科技发展与环境保护之间冲突的关注。例如在法国，法国高速列车系统（TGV）在线路两侧应用隔音屏障很大可能就是1970年代对飞机噪音争议的结果。而英国保护乡村运动组织（Campaign to Protect Rural England ，CPRE）也在1990年代提出了规划公众安宁区（噪音限制区域）。

### 大众形象

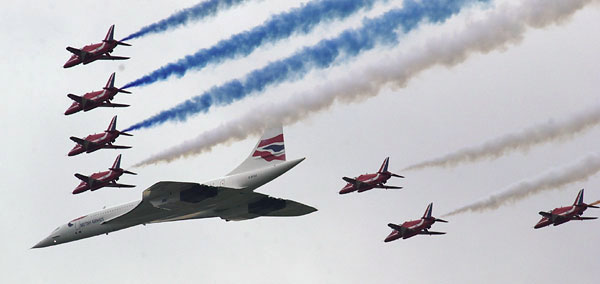
2002年，协和飞机在伊丽莎白女王登基50周年庆典上和英国红箭飞行表演队编队飞行

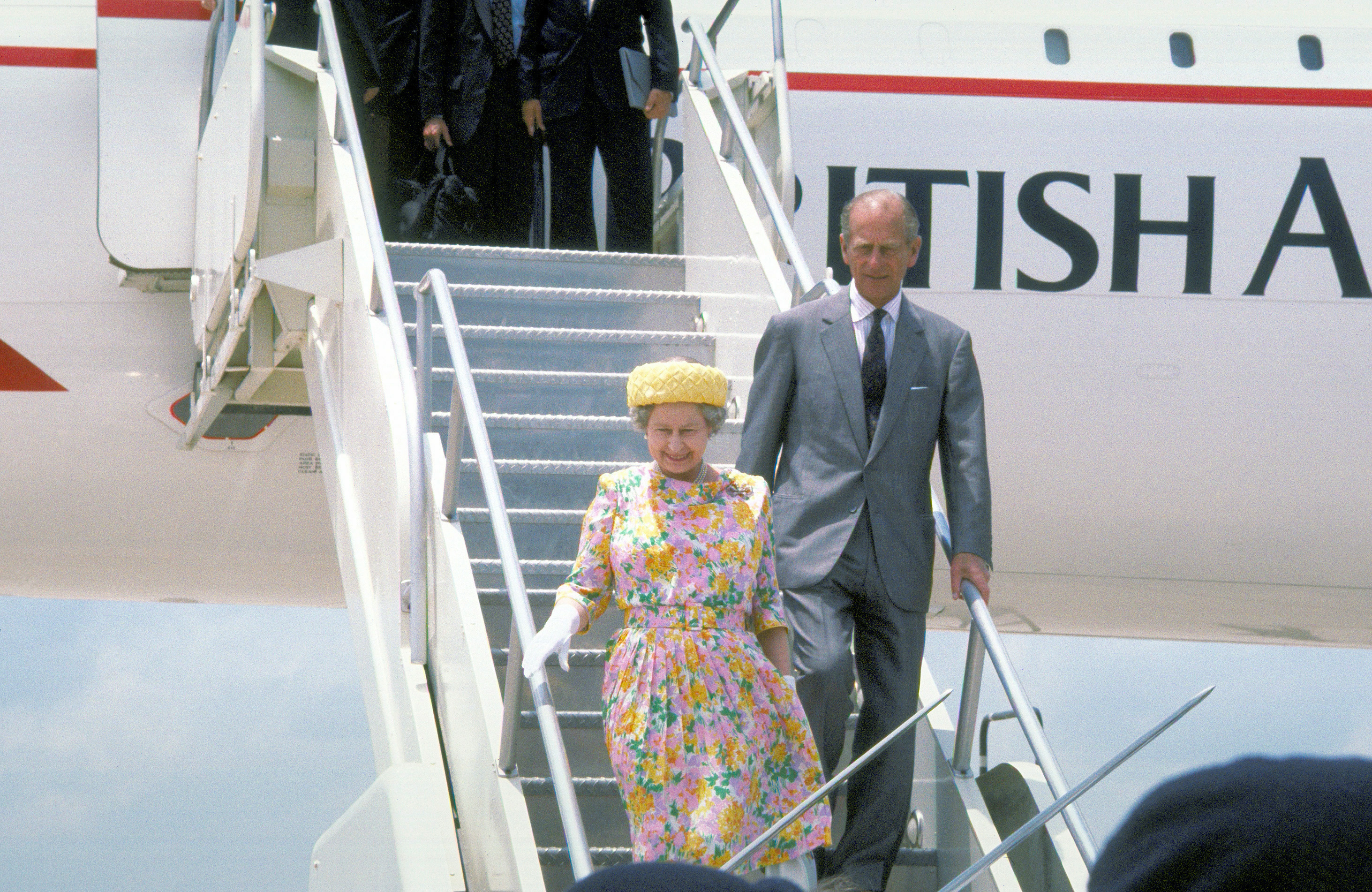
进行皇室外访的英女皇伊丽莎白二世和菲利普亲王步下协和飞机

由于高昂的票价却可换来节省超过一半的时间，协和飞机更能吸引对票价不敏感却更在乎时间的政府高官、企业高層和影視艺人乐于搭乘。因此乘坐协和飞机通常被大众视为一种身分象徵，但一些特殊安排的包机服务令一些游客也有机会体验协和飞机。而协和飞机的先進科技和独特外型，一直令它成為航空界的重要象徵。法航的一名总裁曾对协和飞机有过一句评价：“协和飞机是人类设计并制造出来的最漂亮的物体。”很多英國人和法國人都認為它是國家的驕傲，法國人認為它是法國的飛機，英國人則認為它是英國的飛機。
英国人通常简单地称呼协和飞机为，但法国人则会在“Concorde”之前加上法语定冠词“le”，即以称呼，将协和飞机的名称作为一个专有名词看待，以与在法语中相同拼写的普通名词区分，因为在法语中亦可作普通名词使用，意指协议、和谐、协调，而这也是英法两国政府以此作为超音速飞机名称的原因。
作为国家的象征之一，英航的协和飞机机队经常会在举行重要的皇室活动、主要航空展时进行表演，亦会有机会与红箭飞行表演队同场演出。20多年来，包括英国女王伊丽莎白二世、撒切尔夫人、托尼·布莱尔、戴安娜王妃、“披头士”成员保罗·麦卡特尼、摇滚歌手斯汀、菲爾·柯林斯等名人均曾经多次成为协和飞机的座上客。1977年11月2日，英女王伊丽莎白二世在访问巴巴多斯之后首次乘坐了英航的协和飞机。而王室成员首次接触协和飞机其实是在1972年，当时菲利普亲王曾亲自参与了协和飞机的一次试飞。而麦卡特尼更曾在圣诞节之夜在协和飞机上弹吉他，同机的许多名人、企业高层歌以和之，更是传为美谈。1985年7月13日，英国和美国两地同日举办史上最为著名的“Live Aid”巨星义助非洲慈善演唱会，摇滚歌手菲爾·柯林斯乘坐协和飞机、利用两地的时差，成为当时唯一一个同日在伦敦温布利球场和费城肯尼迪体育馆参与活动并献唱“天下一家”（We Are the World）的歌手。因此英国人一直对协和飞机具有特别的感情，在协和飞机进行最后一次商业营运时，数以千计的民众来到伦敦希思罗机场，希望一睹协和飞机最后的降落。
在协和飞机首飞的三十多年之后，协和飞机在2006年由英国广播公司和设计博物馆（Design Museum）合办的大英设计大赛（Great British Design Quest）中获胜，它在投票中以多达212,000票击败迷你汽车、迷你裙、捷豹E型汽车、喷火式战斗机等经典英国产品。

### 纪录
协和飞机最快的跨大西洋飞行纪录由英航的G-BOAD在1996年2月7日创造，飞机由纽约肯尼迪国际机场起飞到伦敦希思罗机场降落，仅仅用了2小时52分59秒。除此之外，协和飞机也刷新了国际航空联合会（Fédération Aéronautique Internationale）的“西向环球飞行”和“东向环球飞行”速度纪录。1992年10月12日至13日，为纪念哥伦布发现美洲新大陆500周年，一个名为“协和精神之旅”（Concorde Spirit Tours）的美国组织包下了法国航空一家注册编号为F-BTSD的协和飞机，由葡萄牙里斯本出发，先后在多米尼加的圣多明各、墨西哥的阿卡普尔科、夏威夷的火奴鲁鲁、关岛、曼谷和巴林落地加油，最后以32小时49分3秒的时间，创造了西向环球飞行的速度记录。
而东向的环球飞行纪录也是由“协和精神之旅”的包机所创造。1995年8月15日至16日，同一架协和飞机（F-BTSD）由纽约肯尼迪国际机场出发，先后在图卢兹、迪拜、曼谷、关岛（安德森空军基地）、火奴鲁鲁和阿卡普尔科加油，以31小时27分49秒完成东向的环球飞行。到1999年3月2日协和飞机首飞30周年纪念日为止，协和飞机的飞行时数已经超过92万小时，其中60多万小时为超音速飞行，远远超过所有西方飞机的超音速飞行总时数。

### 空中巴士的成功

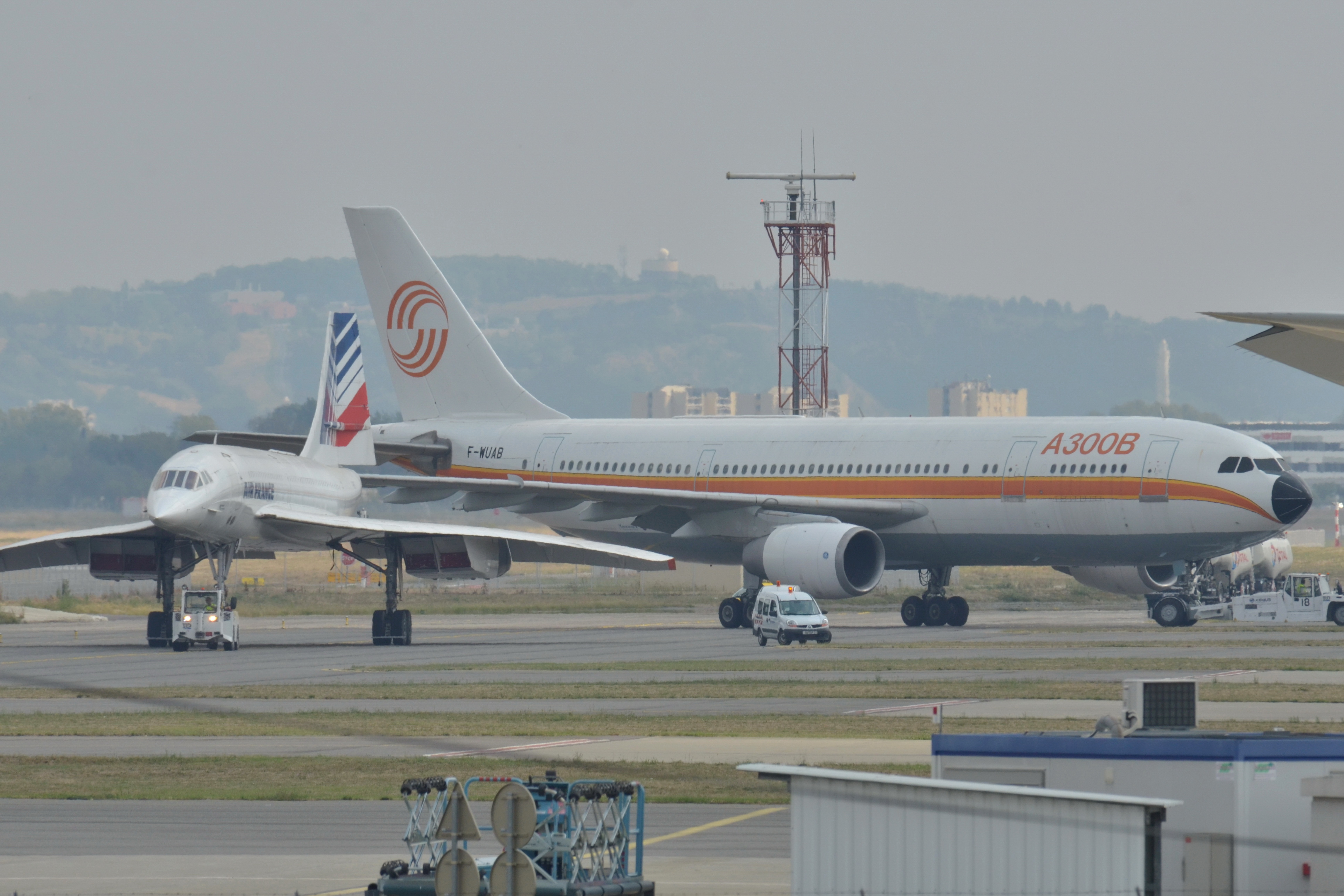
空中巴士始祖A300和協和式客機

協和式客機是由英國和法國共同研發的計畫，空中巴士就參照協和式客機的研發方式，由德國（西德）、英國、法國、荷蘭和西班牙共同研發出A300客機，成功成為世界上唯二的寬體客機製作商。

### 大众文化
协和飞机也曾经多次出现在虚构小说和电影之中。
- 惊爆九重天/协和：1979年的飞机场（The Concorde ... Airport '79）：1979年的美国灾难片，以协和飞机为故事中心。一架法航的协和飞机被电影制作商租借作拍摄用途[242]。
- 情归巴黎（英语：Sabrina (1995 film)）：1995年美国爱情片。片中的男主角是一位富商，由哈里森·福特饰演。他将女主角送上巴黎的飞机后，自己乘坐协和式客机追赶，反而先于女主角到达。
- 变形金刚：其中的一个角色——银剑（Silverbolt）可以变身做协和飞机[243]。
- 超時空博士（Doctor Who）：在《时间飞行》（Time-Flight）一集，一群乘客和机组人员乘坐协和飞机回到了史前时代的地球[244]。
- ：乘坐协和飞机前往里約熱內盧调查太空船失踪事件。
- （Snatch）：片中角色艾維表哥（Abraham "Cousin Avi" Denovitz）乘坐協和式客機往返倫敦與紐約。

## 天文观测

### 观测日全食
协和飞机也曾用于观测日全食。日食发生期间，日全食阴影移动的速度超过3,000公里/小时，月球阴影的移动速度虽然高于协和飞机正常的巡航速度，但相比陆地上观测已经能大大延长观测时间。
1973年6月30日，非洲出现了持续时间长达7分4秒（地面观测时间）的日全食，由当时法国恒星和行星物理学实验室的皮埃尔·莱纳发起，一组科学家首次使用协和飞机进行日全食的科学研究。虽然许多战斗机都能达到这个速度，但因为战斗机航程、荷载有限，无法携带大量试验设备，协和飞机是当时的最佳选择。
当日上午，协和飞机原型机（生产编号001）载着5名机组人员、7名天文学家、2名助理以及1位摄影师，从非洲西岸的加那利群岛拉斯帕尔马斯的机场起飞。按计划飞机将先飞往会合点，直径250公里的日全食阴影会以2,500公里/小时的速度追上协和飞机，接着以2,145公里/小时的时速继续东行。为了保证会合时间准确，飞机提前20秒起飞，如果有必要也可以通过采取空中减速来延迟到达时间。 格林尼治标准时间10点53分30秒，协和飞机以2.03倍音速的飞行速度飞到了西经9°、北纬20.6°、海拔16,057米的毛里塔尼亚上空，与预订时间仅相差一秒的时间接触到了阴影区。由于协和飞机窗户较小，乘客的视角受到较大的限制，而这次为了方便日全食的观测，飞机机身顶部也安装了一个直径5英寸的观测窗，由高强度石英玻璃和特种塑料制成。协和飞机随阴影飞行，经过毛里塔尼亚、马里、阿尔及利亚、尼日尔和乍得。在此期间，来自巴黎大学的天文学家通过陀螺稳定望远镜拍摄到长时间的日食。其他法国和美国科学家也使用了不同的技术来研究日冕。在进入本影约74分钟后，即格林尼治标准时间12时7分24秒，日全食结束。45分钟之后协和飞机降落在乍得的恩贾梅纳机场。

### 观测哈雷彗星
哈雷彗星每隔76年就接近地球一次，1985年10月至1986年6月期间又再次“回归”地球，1986年2月9日通过近日点，1986年4月中旬是其中一个最佳观测时间。追踪哈雷彗星的最佳途径不外乎是通过航天器进行观测，但协和飞机的出现又带来一个新选择。这次观测计划由美国天文学家霍克·海姆（Jack Horkheimer）领导。1986年4月5日，首班观测包机飞抵纽西兰，当一架协和飞机（G-BOAB）到达奥克兰时，其触目程度甚至比哈雷彗星更甚。协和飞机观测彗星的正式计划在1986年4月13日至16日的晚上进行，这时是哈雷彗星最光亮的时段。两架法国航空的协和飞机由纽约出发，而另外两架英航的协和飞机由迈阿密出发。在飞行途中，协和飞机需要在某段时间尽可能接近赤道，以满足最理想的天文观测条件。